# Tonneau (récipient)
Pour les articles homonymes, voir Tonneau.
« Barrique » redirige ici. Pour l’article homophone, voir Baric.

Descriptif des parties composantes d'un tonneau.

Un tonneau est un conteneur utilisé pour conserver les liquides de consommation. Inventé soit par les Gaulois, soit par les Rhétes, le tonneau a traversé les siècles.
C'est un type de fût, ou futaille, en bois de forme et de capacité variables selon les régions. Il permet l'élevage du vin. Du point de vue mathématique, il peut être décrit comme un solide de révolution.

## Histoire

### Antiquité

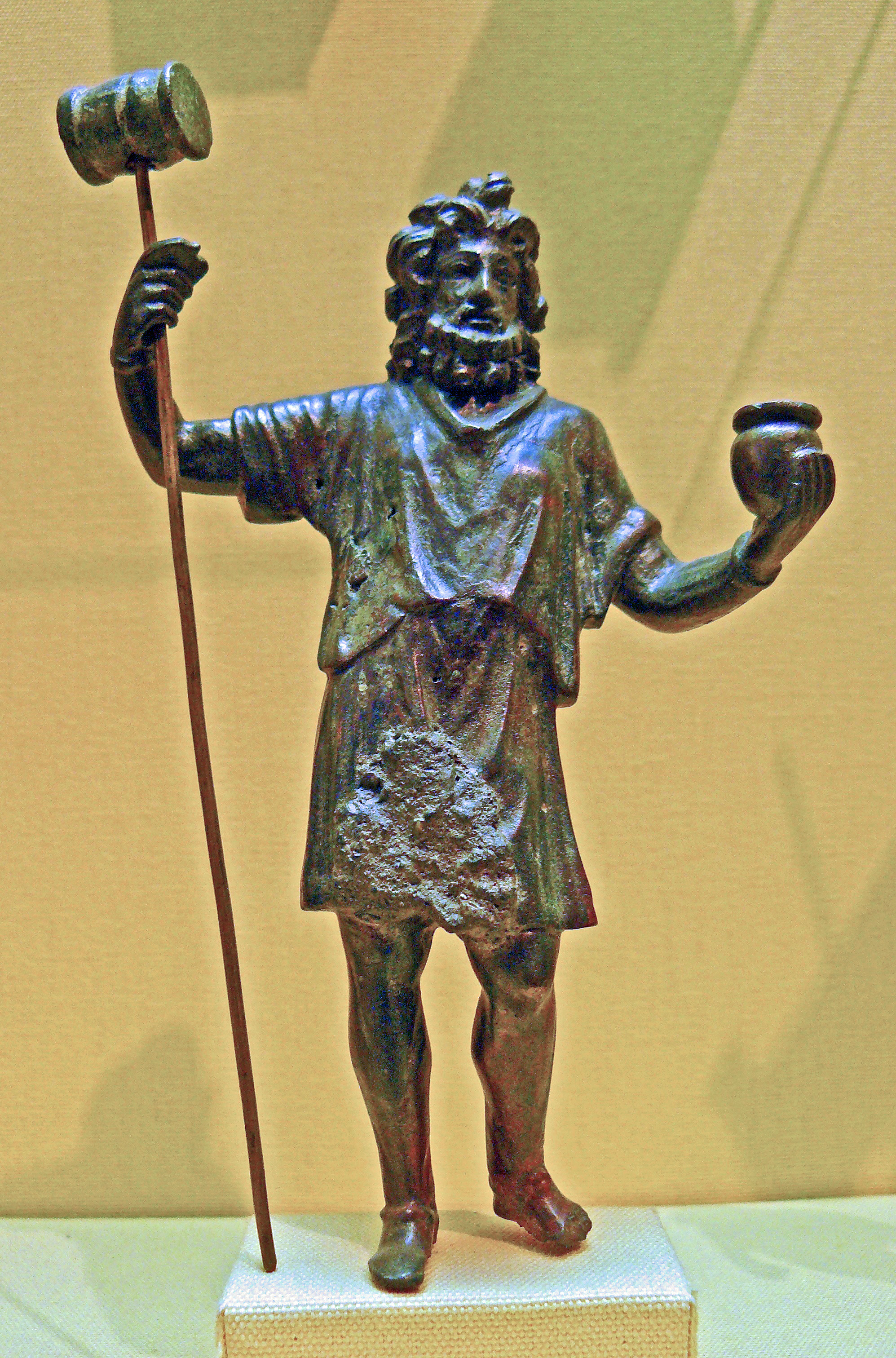
Le dieu celte Sucellos représenté avec un tonnelet.

L'amphore est, dans l'Antiquité, le récipient le plus utilisé pour le transport de produits de base : le vin, l'huile d'olive, la bière (zythum et zythogala), le poisson (caques) et les sauces de poissons (de type garum).
Le cintrage du bois à chaud est connu très tôt des Celtes, des Phéniciens et des Égyptiens, notamment pour la fabrication des bateaux.

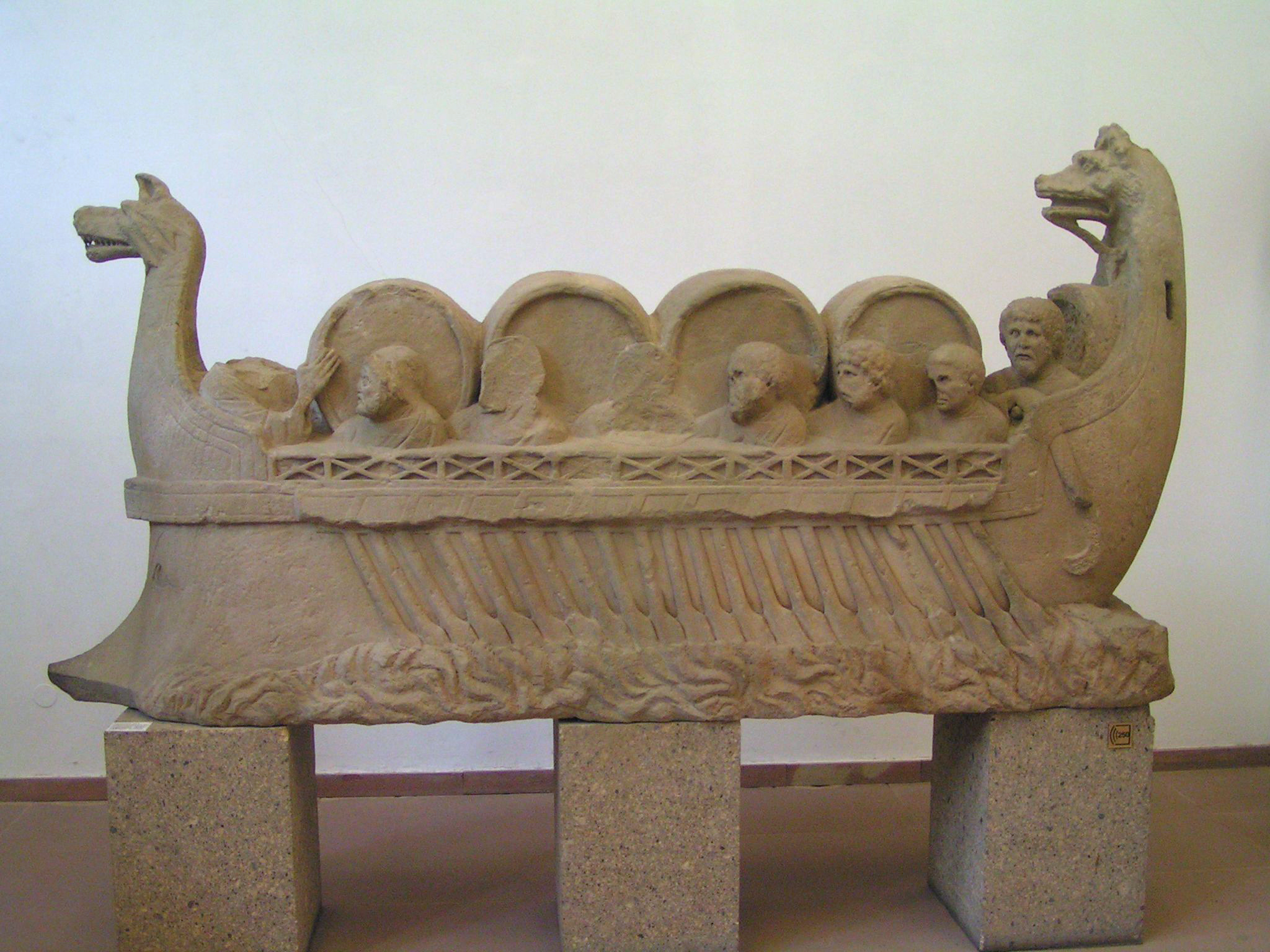
Reconstitution originale du pinardier romain de Neumagen daté d'environ 220. Musée rhénan de Trèves.

Hérodote mentionne au Ve siècle av. J.-C. un commerce de vin par voie maritime, entre l'Arménie et la Mésopotamie, utilisant des tonneaux en bois de palmier. Le palmier est un bois difficile à cintrer, aussi différents bois sont testés pour fabriquer des tonneaux. Le tonneau est souvent considéré comme une invention des Gaulois qui leur servait notamment à conserver la cervoise et à transporter des liquides comme de l'eau potable. Néanmoins, cette origine gauloise est une erreur de Pline l'Ancien, les tout premiers tonneaux étant fabriqués dans la région des Rhètes que Pline confond avec les Gaulois, ils sont alors désignés sous le terme cupa. Les plus anciennes traces iconographiques de tonneaux proviennent en fait d'Étrurie au VIe siècle avant notre ère, l'hypothèse de la paternité celte est aussi évoquée. Jules César mentionne son utilisation au cours du siège de Marseille dans son Commentaires sur la Guerre des Gaules, la conquête romaine diffusant le tonneau gaulois dans l'Empire romain. Les Gaulois perfectionnent par la suite sa technique de fabrication qui implique de nombreux corps de métiers, utilisant principalement le tonneau (d'abord majoritairement en conifères) comme réutilisation en cuvelage de liquides, salaisons de poissons. Après le IIe siècle, les Gallo-romains utilisent aussi des douelles de chêne cerclées de tiges (noisetier …).
La substitution progressive du tonneau (plus léger, roulable ou transportable à dos d'animal) aux amphores (lourdes, fragiles, peu empilables) se répand dans la partie septentrionale de l'Empire romain à partir du IIe siècle où il est principalement utilisé pour la conservation et le transport du vin qui se faisaient jusqu'alors dans des amphores grecques. Son emploi se généralise à compter du IIIe siècle. C'est une reconnaissance de cet objet utilitaire et une révolution pour le marché du vin de l'Antiquité, probablement même un facteur de développement du marché du vin. Le tonneau exhumé lors des fouilles du Vieux Port à Reims est un récipient de 1100 litres et 2 m de hauteur ; c'est un assemblage de 22 douelles de sapin cerclées de bois de noisetier, il a servi à transporter du vin pendant le Haut-Empire avant d'être reconverti en cuvelage de puits.
Les premières corporations de bateliers gallo-romaines les utilisent le long des fleuves navigables à bord de lourdes barques, car ils sont plus maniables que les fragiles amphores romaines, et donnent moins de goût que les outres en peau d'ovins ou de bovins.

### Moyen Âge

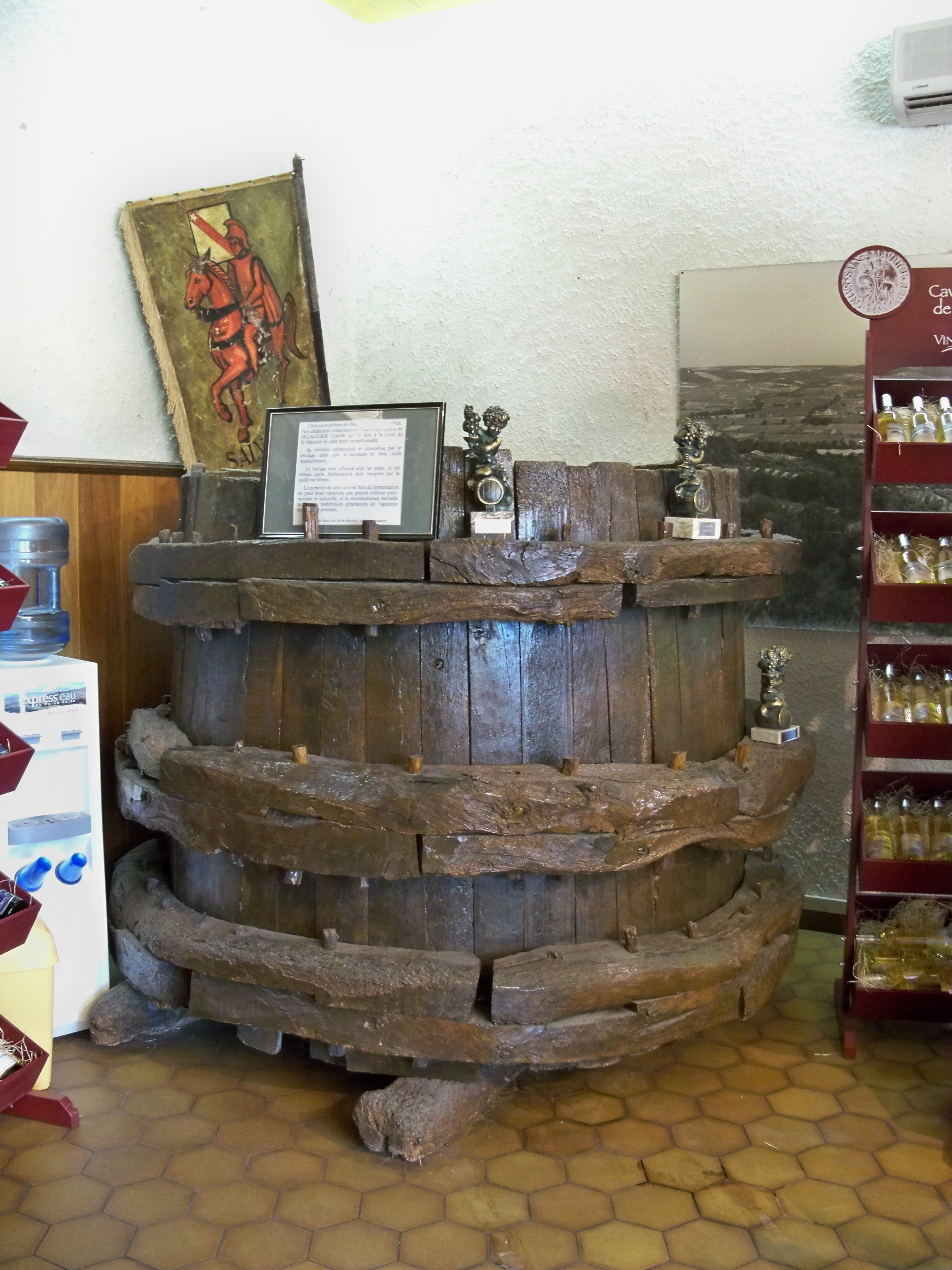
Tonneau du XIIIe siècle à la cave des vignerons de Saint-Maurice-sur-Eygues.

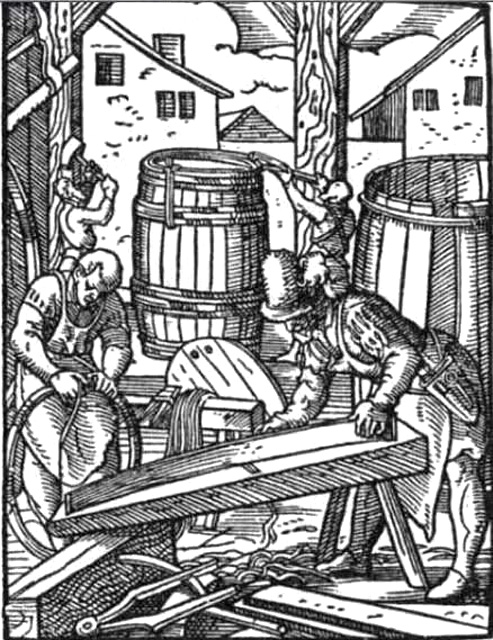
Fabrication de tonneaux au XVIe siècle.

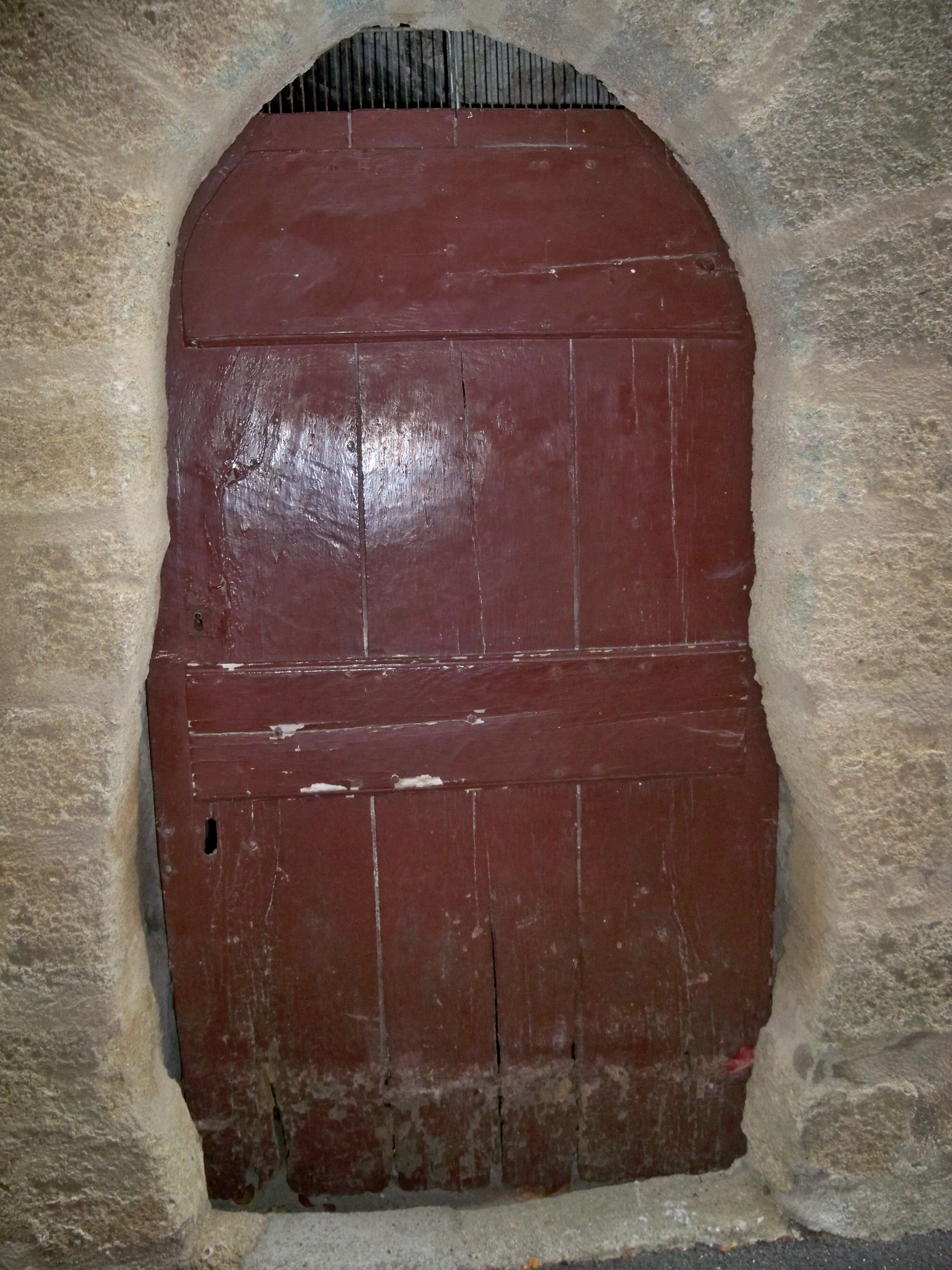
Porte de tonnelier à Viens (XV)

Sa diffusion se fait tout au long du Moyen Âge, du nord au sud de l'Europe, par le biais des rivières, des fleuves, des mers et des océans, des ports, des routes, des foires, des marchés régionaux ou internationaux (Foires de Champagne). Il accompagne l'essor des premières grandes villes marchandes italiennes, flamandes, allemandes (La Hanse), anglaises (Bristol) ou françaises (La Rochelle, Bordeaux, Nantes), puis se diffuse à d'autres continents, surtout à partir des Grandes découvertes et de l'accélération de la mondialisation, des conquêtes et du commerce transatlantique.

### Époque moderne

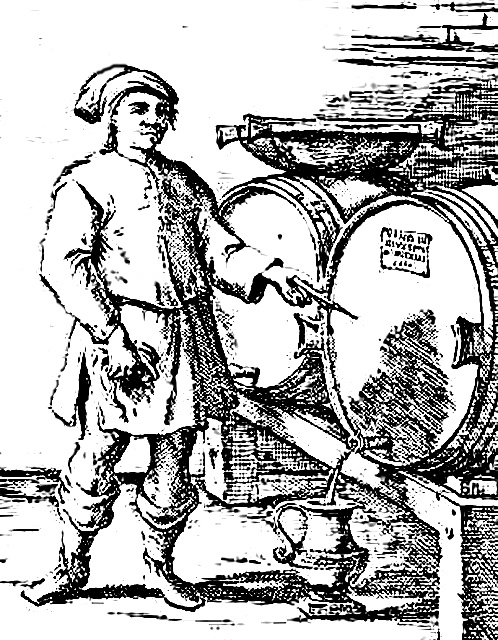
Tonneaux dans une cave du XVIIIe siècle

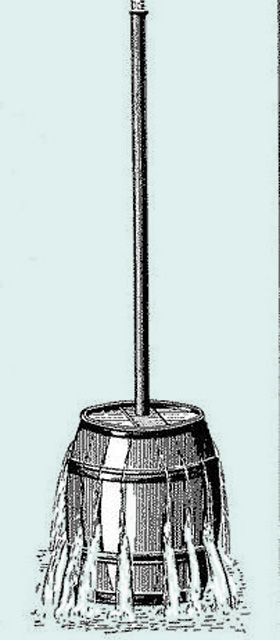
Principe de Pascal : éclatement d'un tonneau sous la pression d'une colonne d'eau

Vers 1650, ce récipient fut associé à une expérience célèbre : le crève tonneau. Il permit d'écrire le Principe de Pascal.
Héritée des anciennes mesures médiévales, la grande disparité des tonneaux, à laquelle s'ajoute un chevauchement des volumes ayant des dénominations différentes selon les lieux, ne fut pas abolie sous la Révolution. Elle perdura jusqu'au milieu du XIXe siècle. Les négociants en vin de Paris, par l'intermédiaire de leur hebdomadaire nouvellement créé, Le Journal de Bercy et de l'Entrepôt. Le Moniteur Vinicole, lancèrent une pétition à l'adresse de Napoléon III, qui fut publiée le 6 octobre 1856. Au nom des principaux propriétaires et négociants de France, ils demandaient à l'empereur « l'unité des mesures de jaugeage des vins » et l'application du système métrique sur les contenants dont les volumes variaient « d'une contrée viticole à l'autre et souvent dans un même département ». Les pétitionnaires expliquaient qu'ils s'estimaient frustrés, chaque année, d'environ 1 000 000 d'hectolitres et demandaient instamment l'application des textes de lois de 1793, 1812 et 1837.

### Époque contemporaine

#### Première Guerre mondiale

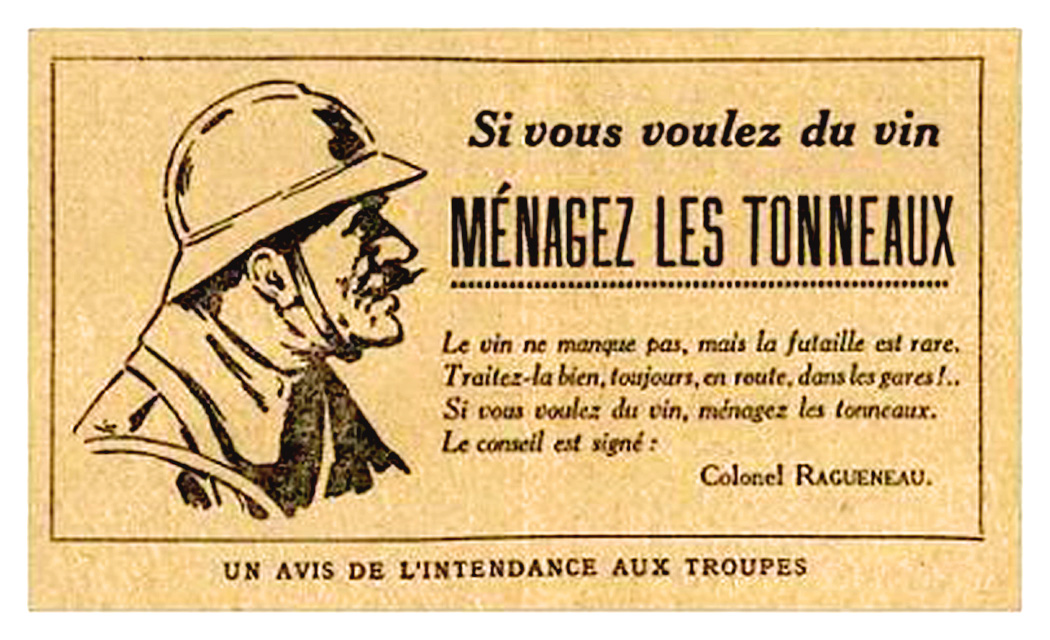
Conseil de l'Intendance pendant la première guerre mondiale, sur la précaution à apporter aux tonneaux

Durant la Première Guerre mondiale, dès octobre 1914, l'Intendance ajouta une ration de vin à l'ordinaire des troupes afin d'améliorer la vie des poilus dans les tranchées. Tout soldat reçut quotidiennement un quart de vin. Cette ration fut reconnue insuffisante et doublée par le Parlement en janvier 1916. Ce demi-litre passa à trois quarts de litre par jour à partir de janvier 1918. C'est dire l'importance considérable que prit le tonneau pour le transport du vin jusqu'au front.
Or « Si le vin ne manque pas, en revanche les tonneaux manquent au vin. Depuis le début des hostilités, la tonnellerie ne fabrique plus, et par contre les besoins qu'elle doit satisfaire ont sans cesse grandi ... Si tous revenaient à leur point de départ ! Beaucoup, hélas ! une fois vides, s'égarent sur la route du retour ; beaucoup d'autres reviennent, glorieux blessés de guerre, aux douves cassées, brisques coûteuses ... Des remèdes ont été cherchés : faute de bois de chêne, on a eu recours au bois du châtaignier dont l'usure sera plus rapide. Malgré tous ces palliatifs, l'Intendance pousse un cri d'alarme : « Si vous voulez du vin, ménagez les tonneaux », clame-t-elle désespérément. ».

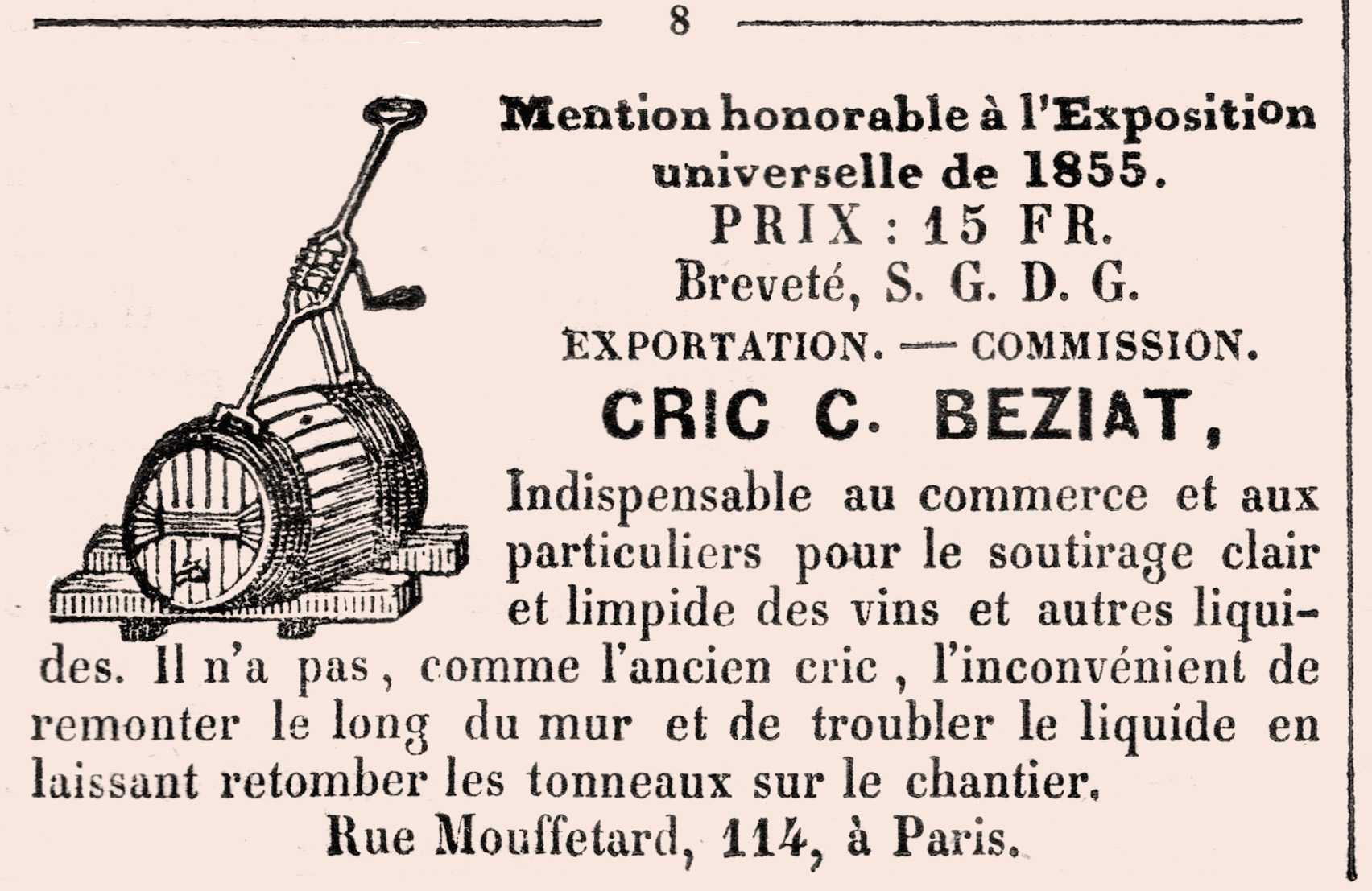
Première publicité illustrée pour un cric parue dans le Moniteur Vinicole no 11 du mercredi 3 septembre 1856.
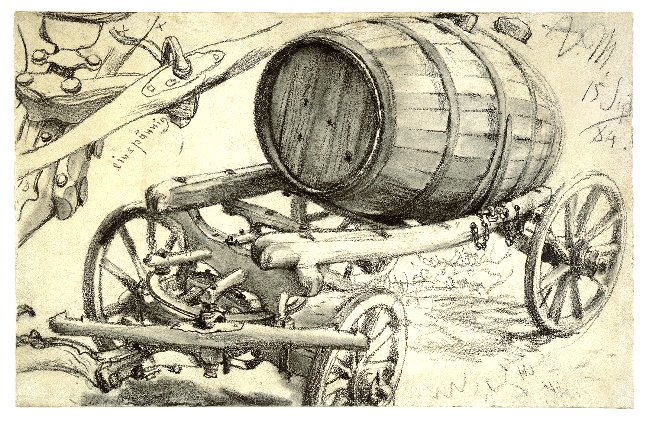
Tonneau sur charroi, par Adolph von Menzel (1815-1905).
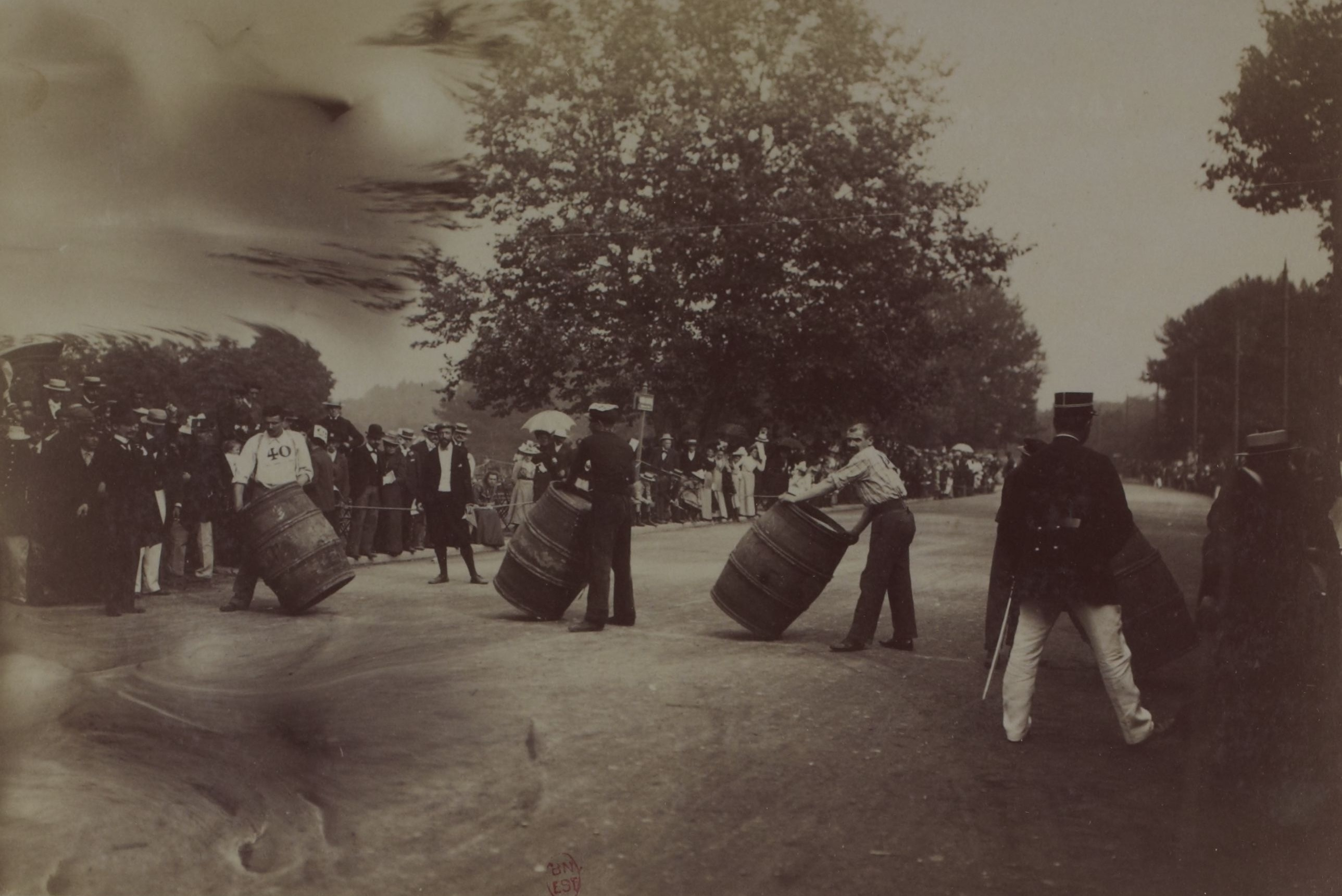
Championnat du monde des tonneaux (Vincennes, 6 septembre 1900).
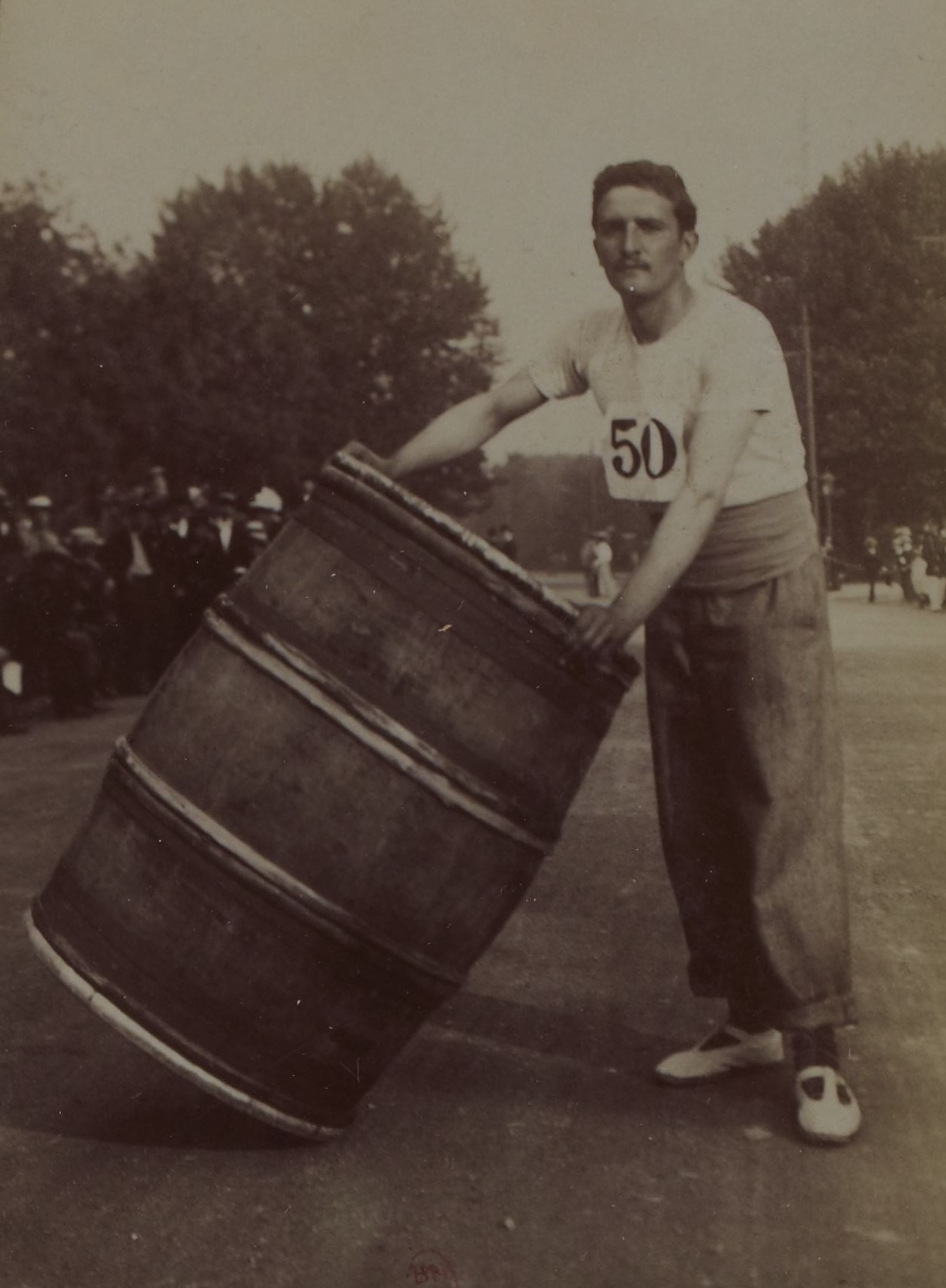
Le vainqueur de l'épreuve, le français Ganot.
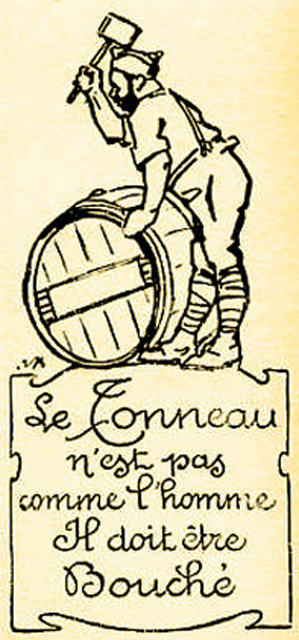
Le tonneau doit être bouché.
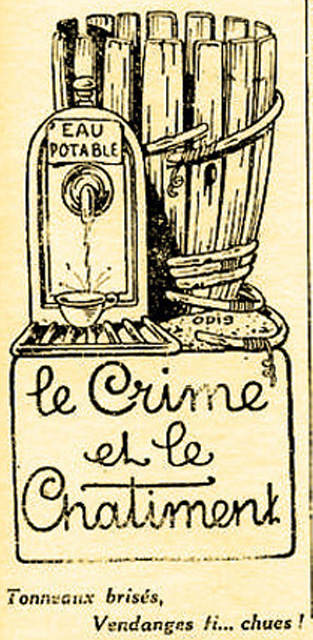
Pas de tonneau, pas de vin.
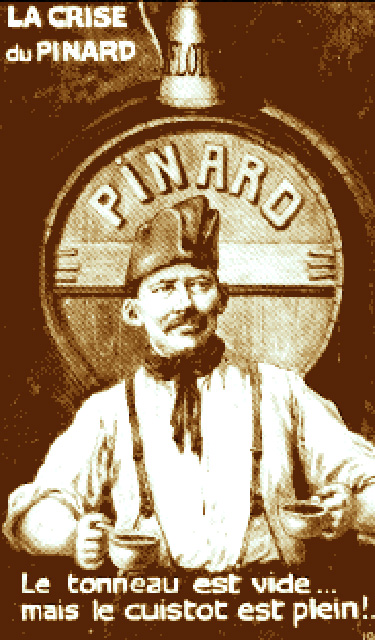
Le tonneau de pinard est vide.
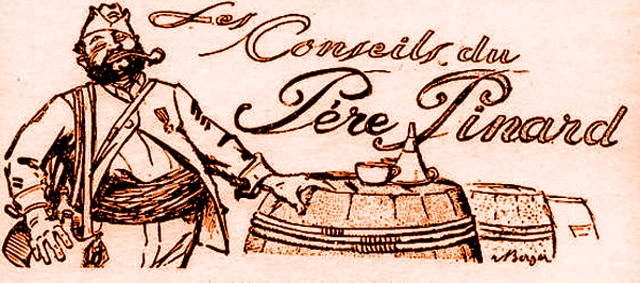
Soyez bon avec les tonneaux.

#### Deuxième moitié duXXesiècle
On recommande le vieillissement en fûts de nombreux vins rouges (Pauillac ou Chianti Classico par exemple) ou blancs (Bourgogne ou Chardonnay américain par exemple), de certains vins mutés ou spiritueux connus mondialement (sherrys, whiskeys, cognacs, armagnac, rhums, calvados) et de certaines bières (lambic, kriek, faro, bière rouge).
Cette caractéristique est utilisée aussi pour fabriquer en Italie le vinaigre balsamique.
Jusqu'au milieu du XXe siècle, les tonneaux étaient le mode de colisage le plus pratique pour le transport ou de stockage, bien que n'étant pas le plus économique. Toutes sortes de produits en vrac, des clous aux pièces d'or, y étaient stockés. Les sacs et les caisses étaient meilleur marché, mais ils n'étaient pas aussi robustes et ils étaient plus difficiles à manipuler à poids égal. En effet, un tonneau roule évidemment très bien comme un cylindre, mais s'il est debout, tout manœuvre adroit réussit à le déplacer sans effort en le roulant incliné, en équilibre sur son arête. Ainsi, des concours d'adresse se déroulaient autrefois aux halles où les livreurs devaient courir avec un tonneau. Les tonneaux perdirent peu à peu leur importance au cours du XXe siècle, en raison de l'apparition de la palettisation et de la conteneurisation de la chaîne logistique.
À la fin du XXe siècle, de tonneaux en tôle d'acier sont toujours utilisés pour le stockage et le transport de nombreux liquides, tels que l'huile, le pétrole et les déchets dangereux.
La bière sous pression pour les bars est toujours livrée en tonneaux métalliques, soit en aluminium soudé (deux parties embouties ou en métal repoussé), soit en trois parties serties à la façon de certaines boîtes de conserve.
Au début des années 1980, une mode du goût du bois a créé une demande très forte vers des vins boisés. De nombreuses régions productrices ont créé des chais à futailles de bois pour fournir le marché. Aujourd'hui, le marché a trouvé un certain équilibre entre les vins boisés et non-boisés.
De nos jours, l'entonnage s'est maintenu dans le vocabulaire vinicole, il concerne l'action de remplir un fut de vin, mais peut également être étendu à celui des cuves, ou des camions-citernes et de leurs remorques.
De nombreux vignobles (France, États-Unis, Chili, Italie, Espagne, Argentine, …) mettent leur vin en tonneau pour la vinification, ou pour l'élevage. Cette pratique est coûteuse par suite du prix de la futaille, et par suite de l'absorption du vin par le bois du fût et par l’évaporation du vin à travers ses pores.

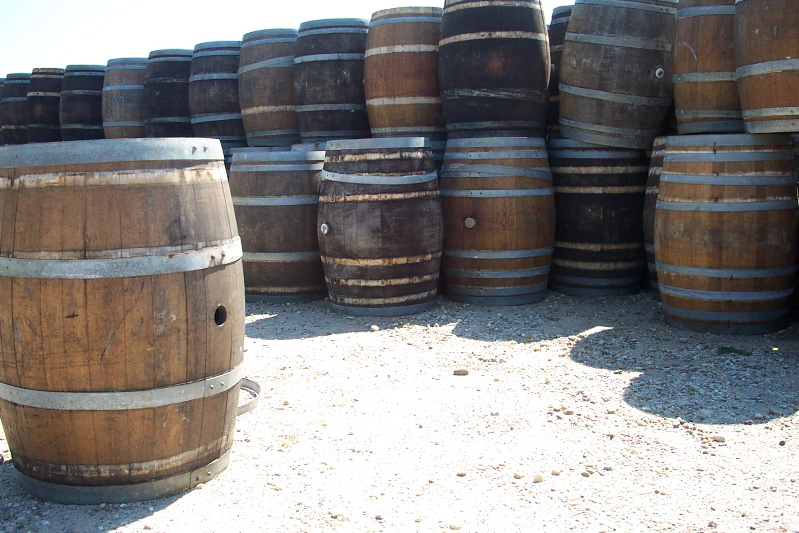
Tonneaux traditionnels en bois à Cutchogue.
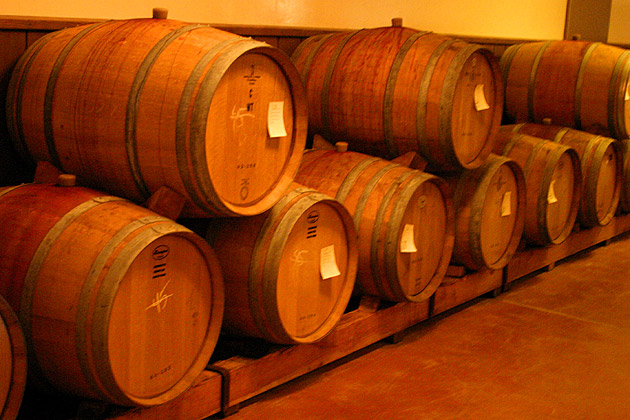
Tonneau de vins, Napa Valley, Californie.
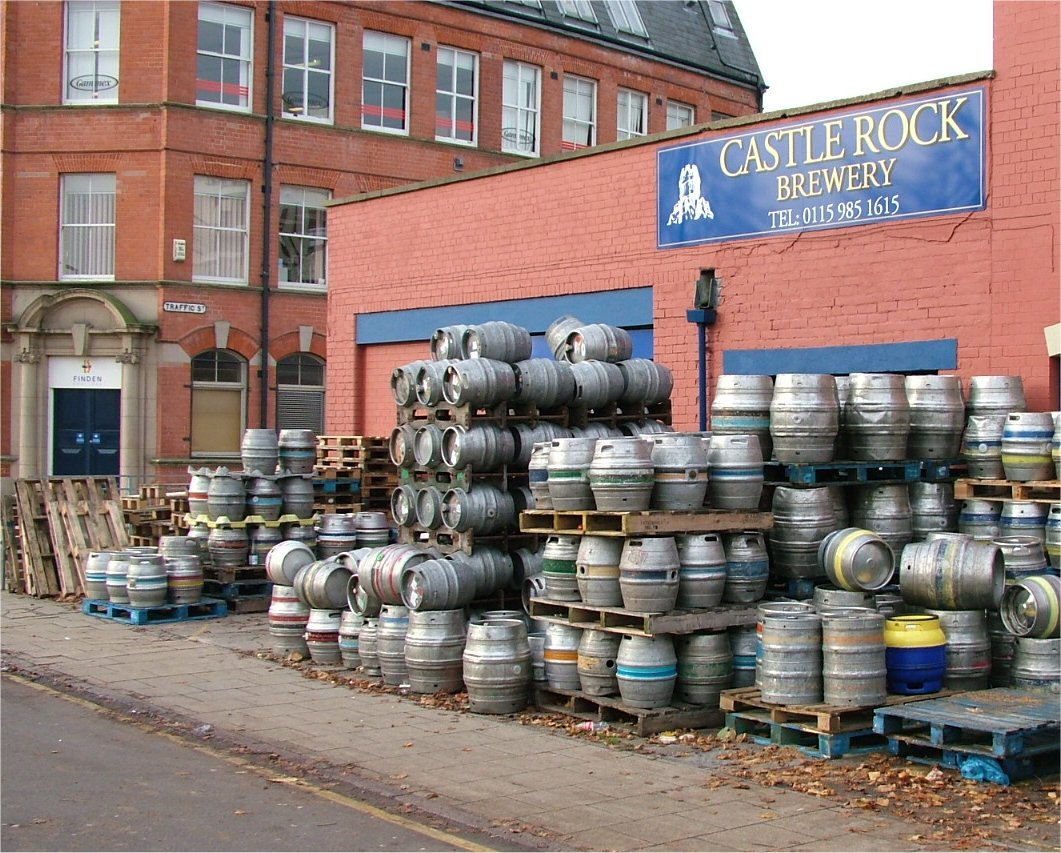
Tonneaux modernes en aluminium à Nottingham, en Angleterre.
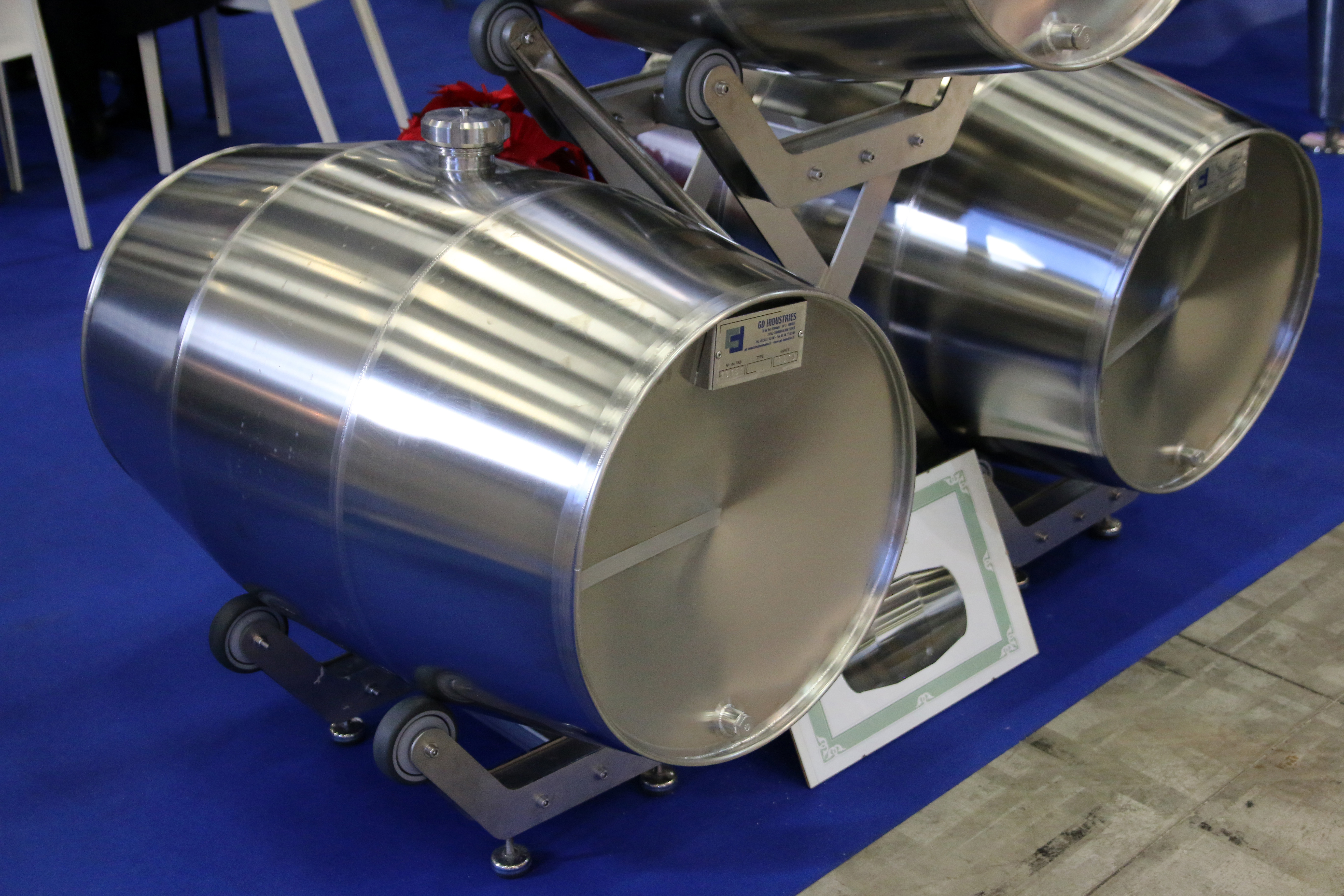
Tonneau en inox, innovation pour l'élevage du vin.
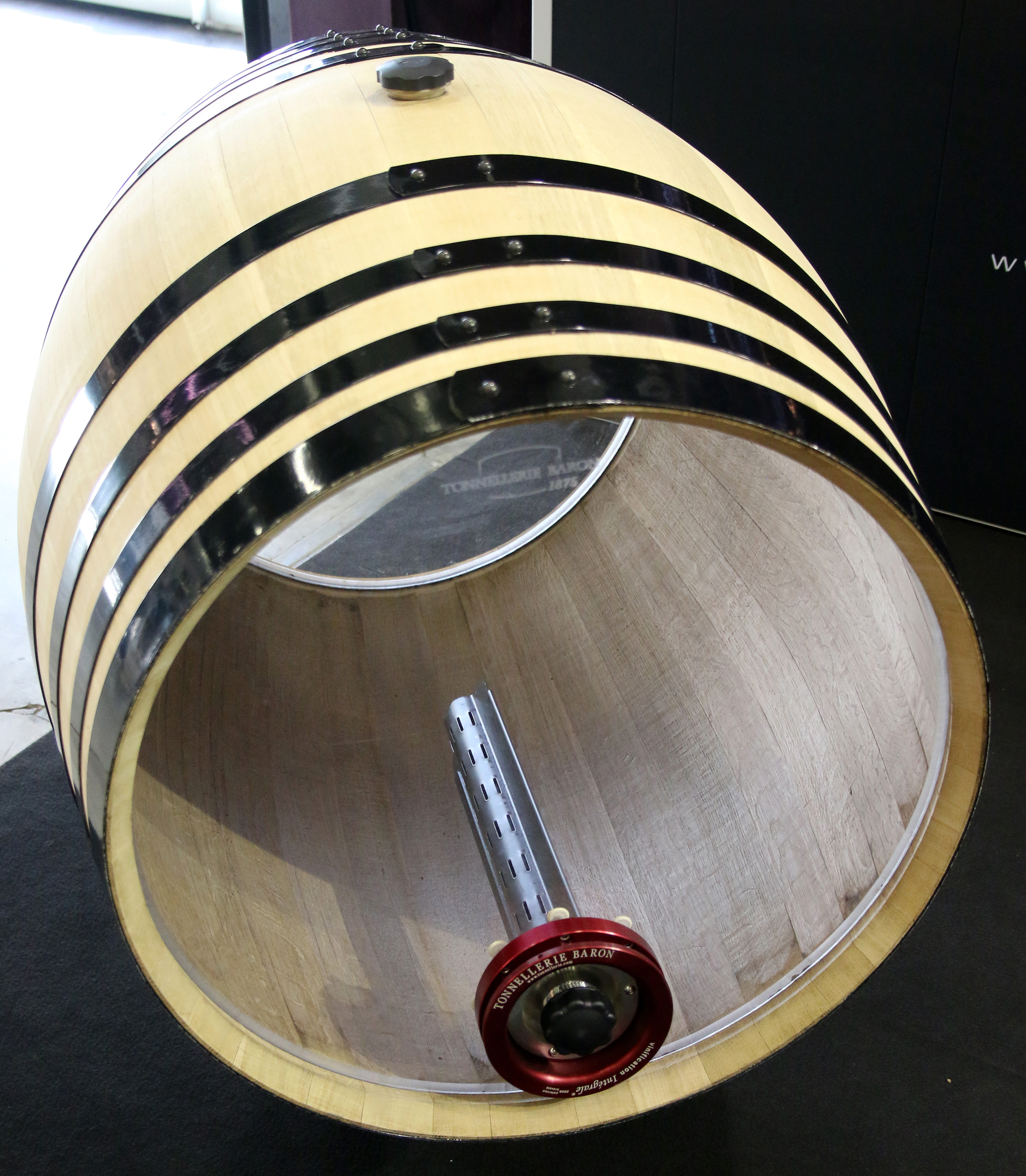
Tonneau avec fonds en plexiglas, innovation pour la vinification.
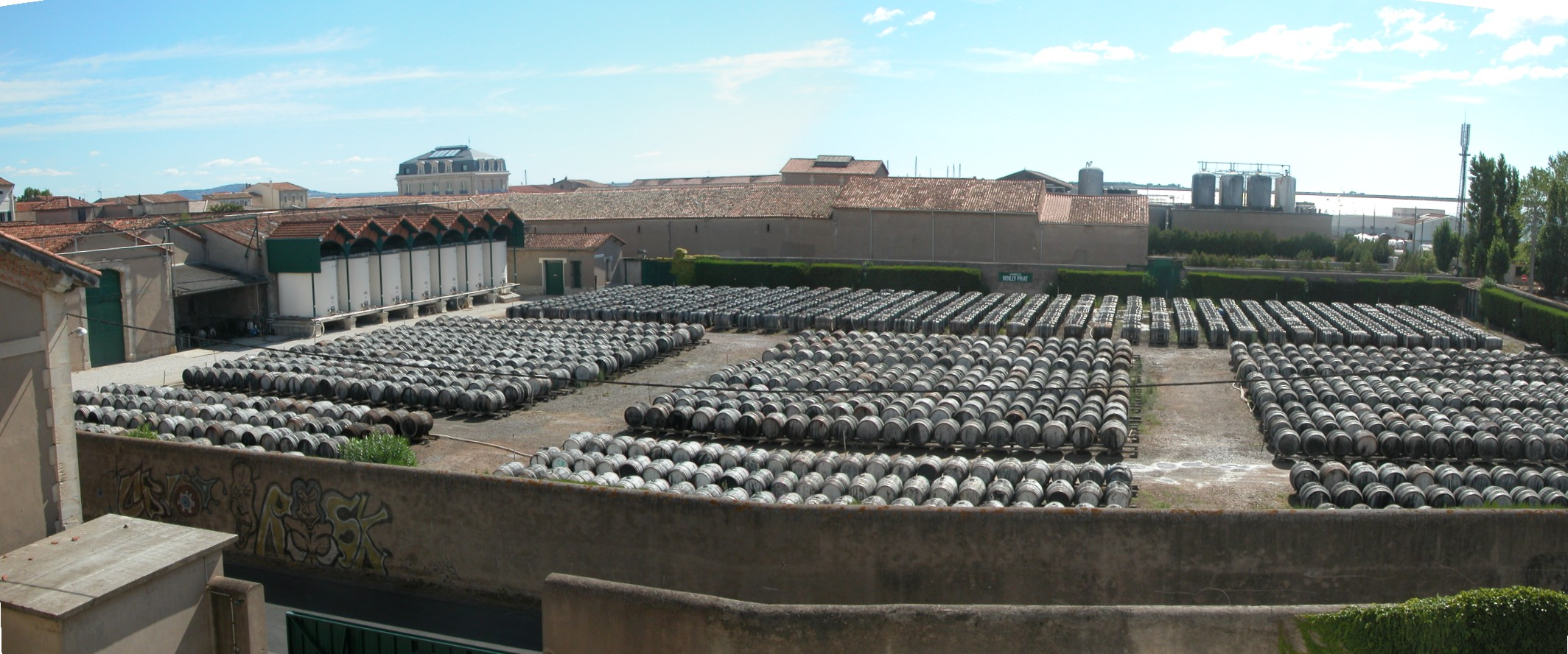
Accumulation de tonneaux dans les chaix Noilly Prat à Marseillan.
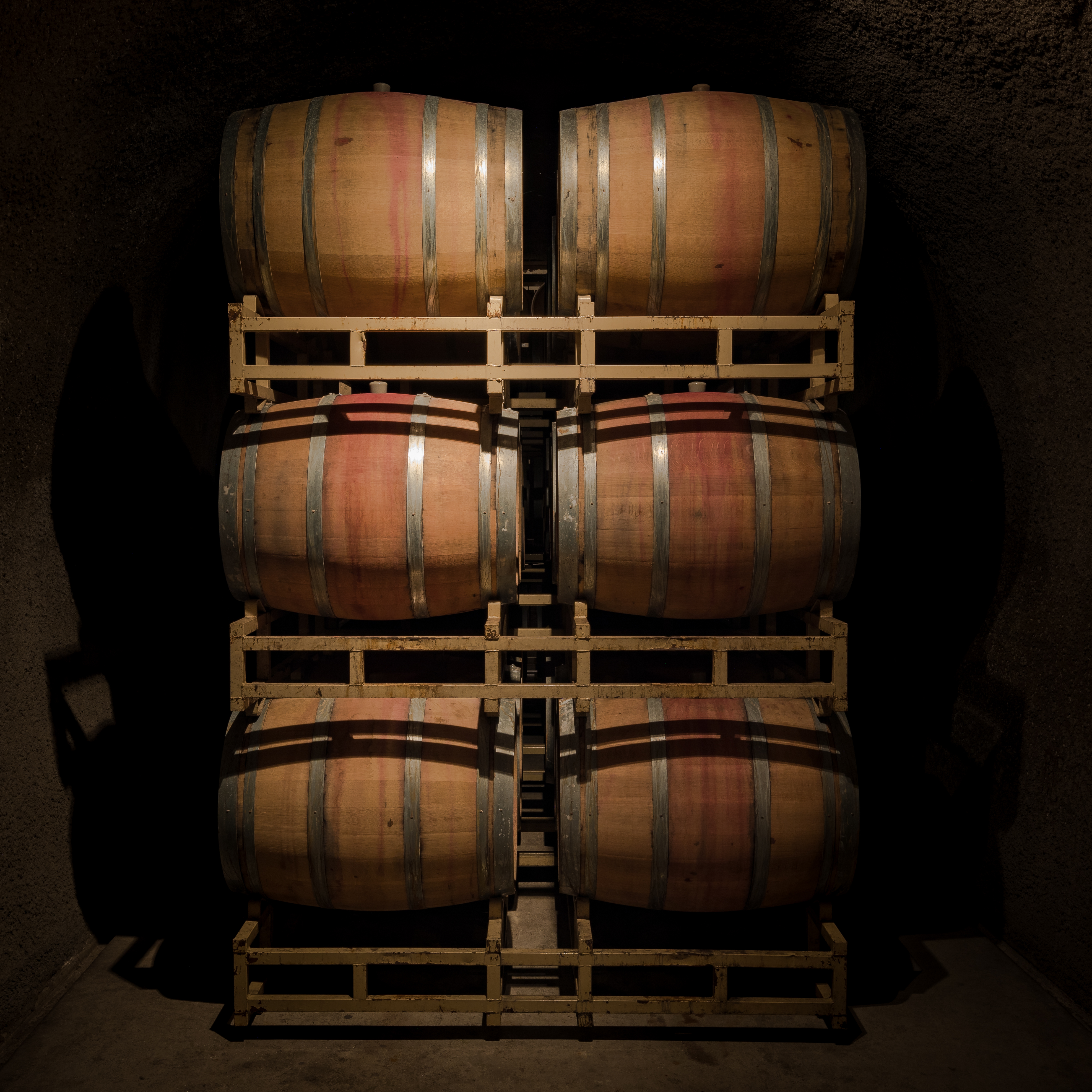
Tonneaux de chêne empilés dans la cave à vin d'un vignoble de Napa Valley.

## Fabrication

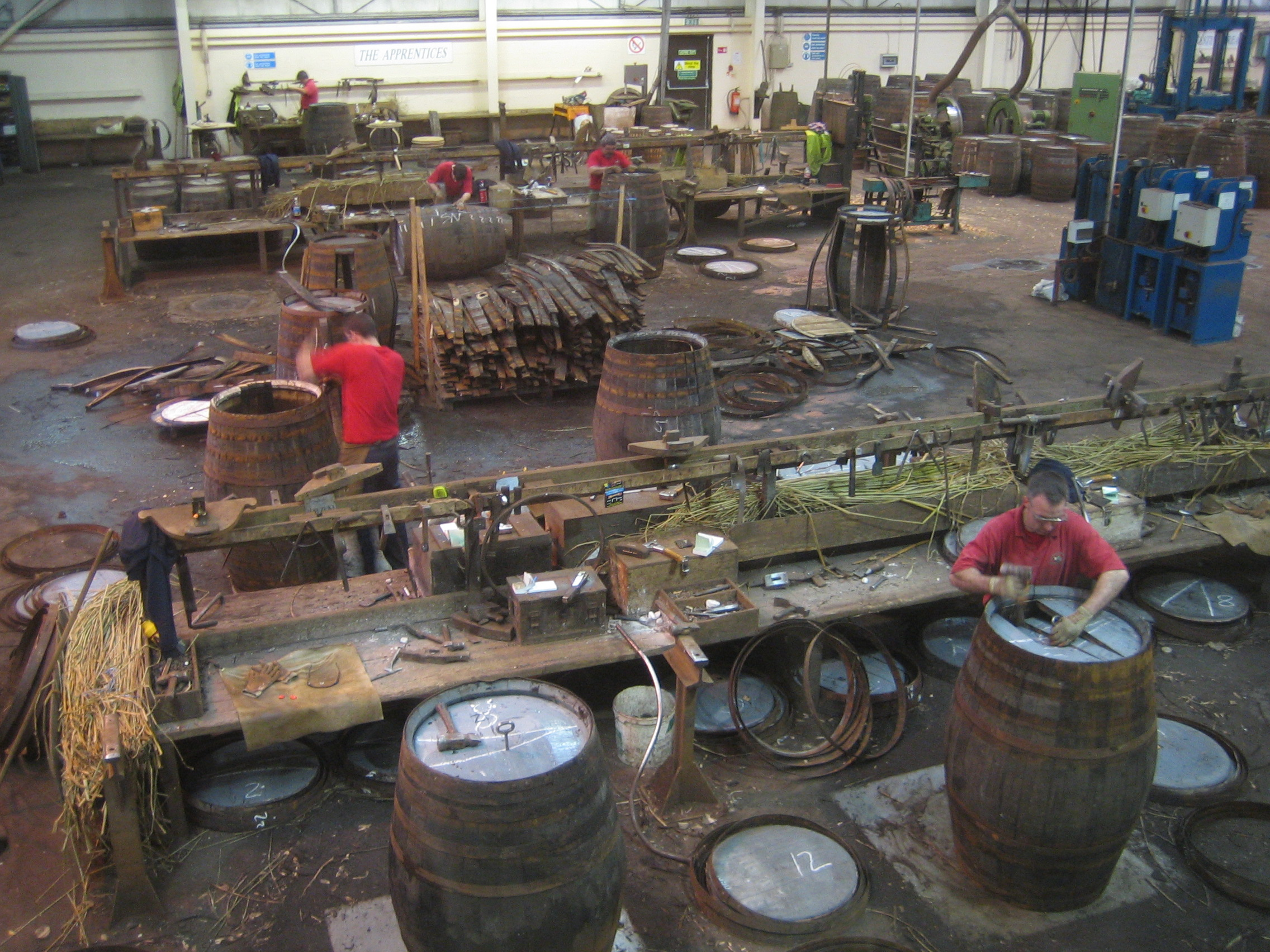
Réparation de fûts à Whisky à Craigellachie dans le Speyside en Écosse.

La fabrication entièrement manuelle ne se retrouve aujourd'hui que dans l'artisanat, de nos jours le métier de tonnelier est toujours exercé mais de nombreuses machines l'assistent, notamment pour les travaux de force et fastidieux (rabotage, serrage...). Les réparations doivent encore aujourd'hui être effectuées manuellement.
Leur confection nécessite des troncs d'arbre, généralement de chêne, à l'état de billes qui sont fendus en quartiers. Ces derniers sont débités en merrains. Cintrés à chaud, ils forment les douelles. Celles-ci sont creusées d'une rainure appelée jable dans laquelle vont aller s'encastrer les fonds dénommés contres et chanteaux. Des cercles, en bois ou en feuillard maintiennent le tonneau qui peut être déplacé par roulage ou balancement.
Sa composition et son mode de fabrication, notamment la chauffe, ont une grande influence sur le goût du vin qui y sera élevé.
Le tonneau fini, vide, a un poids proche de 45 kg, pour une taille d'environ 90 centimètres de long et un diamètre de 60 à 70 centimètres.

## Contenance

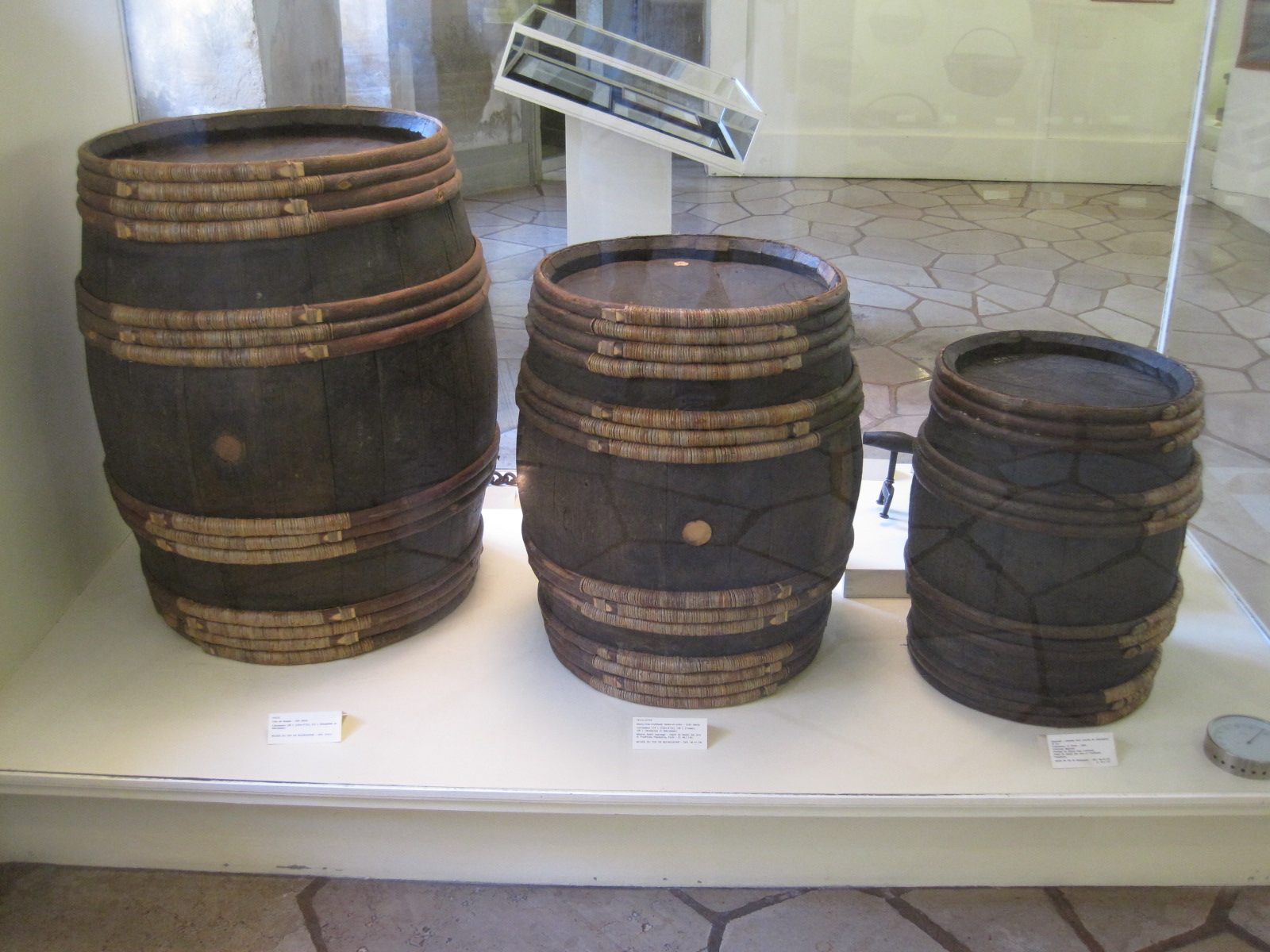
Pièce de 228 litres, feuillette de 114 litres et quartaut de 57 litres exposés au musée du vin de Bourgogne de Beaune.

L'histoire et la géographie des régions viticoles ont donné naissance à une grande diversité de contenances. Les capacités varient ainsi en fonction de l'utilisation, de quelques dizaines à plusieurs centaines de litres. Ces volumes sont cependant standardisés à l'intérieur même des régions, mais on retrouve des dénominations différentes, et des variations de volumes d'une région à l'autre.
Les capacités les plus utilisées de nos jours sont de 228 litres pour le fût d'origine bourguignonne, et 225 litres pour la barrique d'origine bordelaise.
Le tonneau est utilisé comme unité de transaction financière, grâce à la régularité de sa manufacture. En Bourgogne, quand elle est en cours d'utilisation, elle prend le nom de « pièce ».

## Forme
Pour une contenance équivalente, la forme peut différer. L'intérêt peut être esthétique, mais aussi plus ou moins favoriser le contact du vin avec les lies.

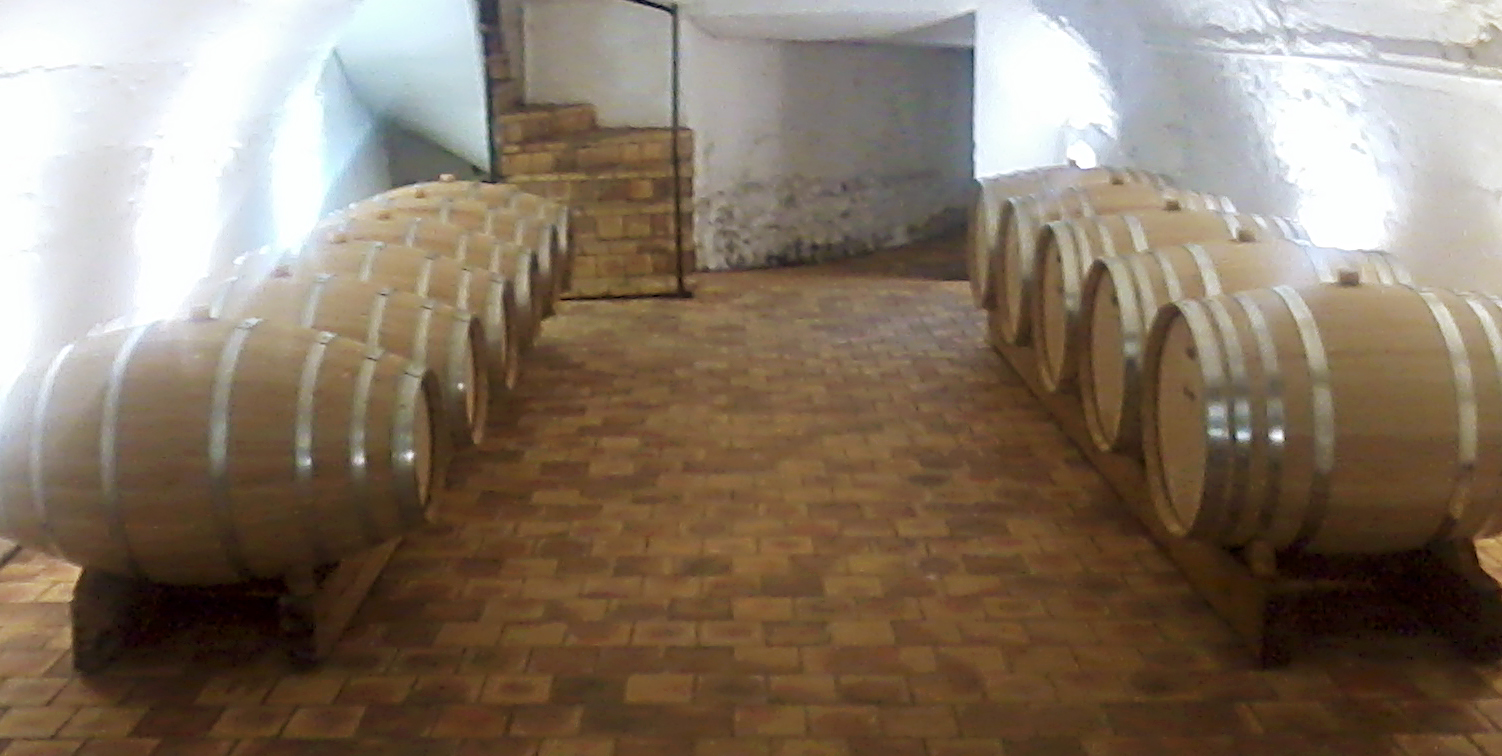
Fûts "cigare" à gauche, fûts bourguignons à droite.
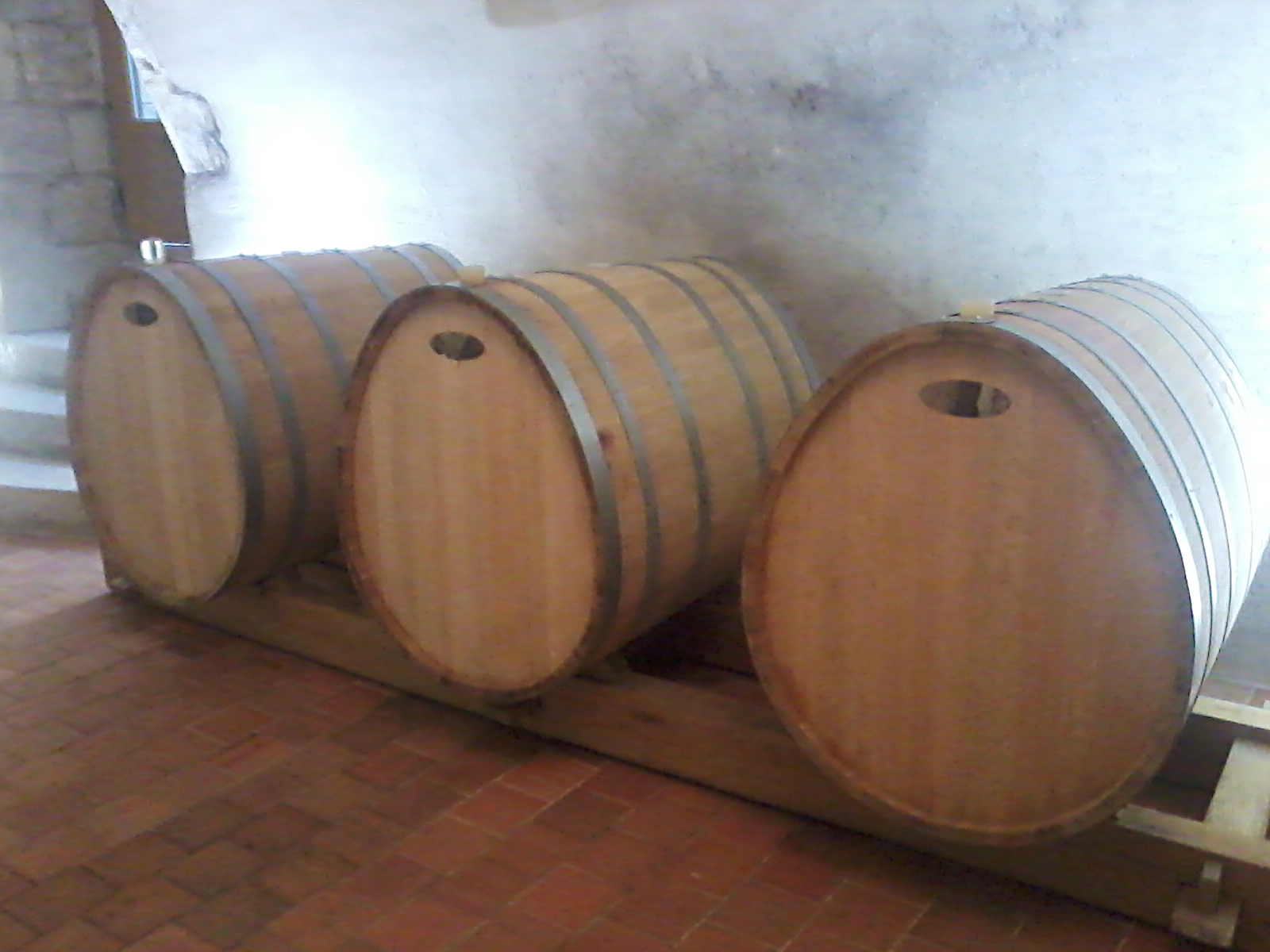
Fûts ovoïdes.
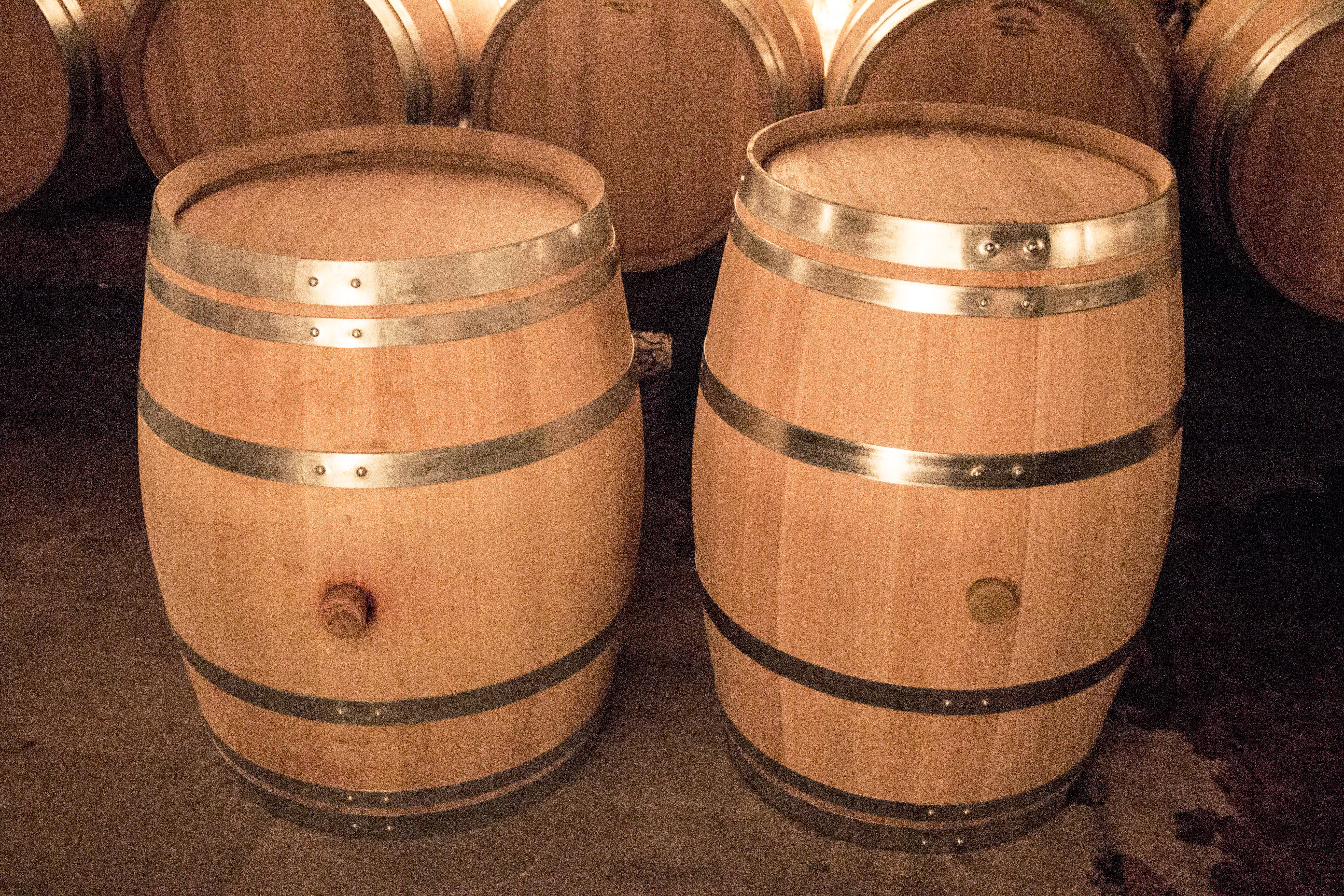
Fût bourguignon (à gauche) et barrique bordelaise, plus allongée (à droite).

## Autres dénominations

### Barrique
Une barrique (de l'occitan gascon barrica), se distingue du tonneau par sa fabrication plus légère et sa durée de vie de quelques années[réf. nécessaire].
Elle peut servir en plus de l’usage œnologique pour vieillir le vin, à stocker, conserver, expédier des liquides (bières, huiles, eaux-de-vie) et des marchandises solides (morue, sucre, etc.).

### Tonnelet

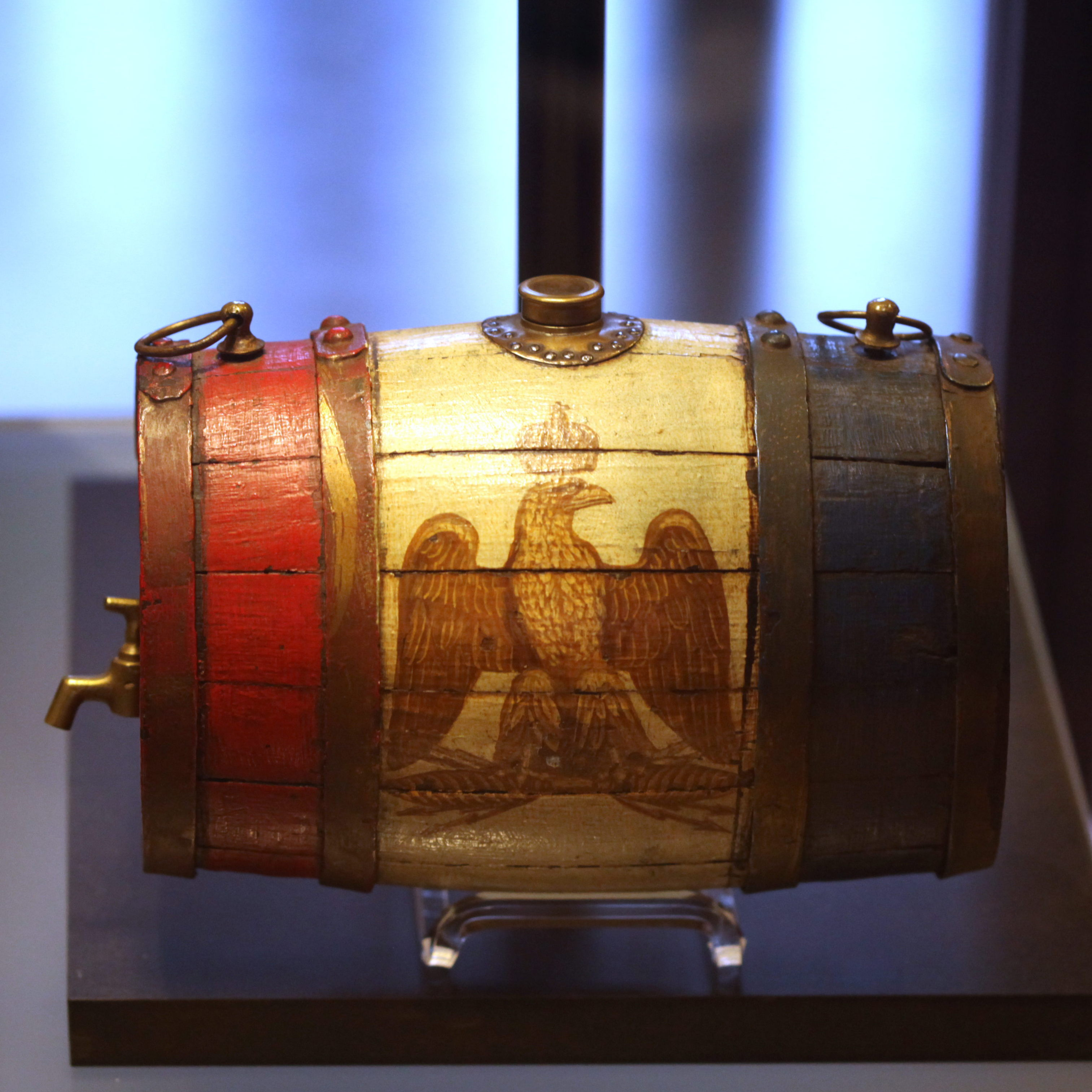
Tonnelet du Premier Empire.

Un tonnelet est un petit tonneau. Il peut être en bois mais aussi en matière plastique, surtout en polyéthylène haute densité (PEHD) fabriqué par extrusion-soufflage.

### Fût
Un fût est un tonneau de 30 à 350 l.

### Pièce
Une pièce est un récipient vinaire servant essentiellement à la conservation et au vieillissement du vin, elle prend cette appellation en général lorsqu'elle est pleine uniquement.

### Baril
Un baril est un petit tonneau de contenance variable selon sa destination, utilisé pour le transport et la conservation de liquides, d'aliments ou de matières sèches; ce peut être aussi un emballage cartonné (pour les lessives, par exemple).
Dans l'industrie pétrolière, le baril est une unité de volume valant 159 litres. Toujours usitée, il tire son nom de barrique (baril en anglais), les premiers conteneurs du pétrole extrait aux USA.

### Foudre
Un foudre est un tonneau de grande capacité, pouvant aller de quelques centaines à plusieurs milliers de litres.

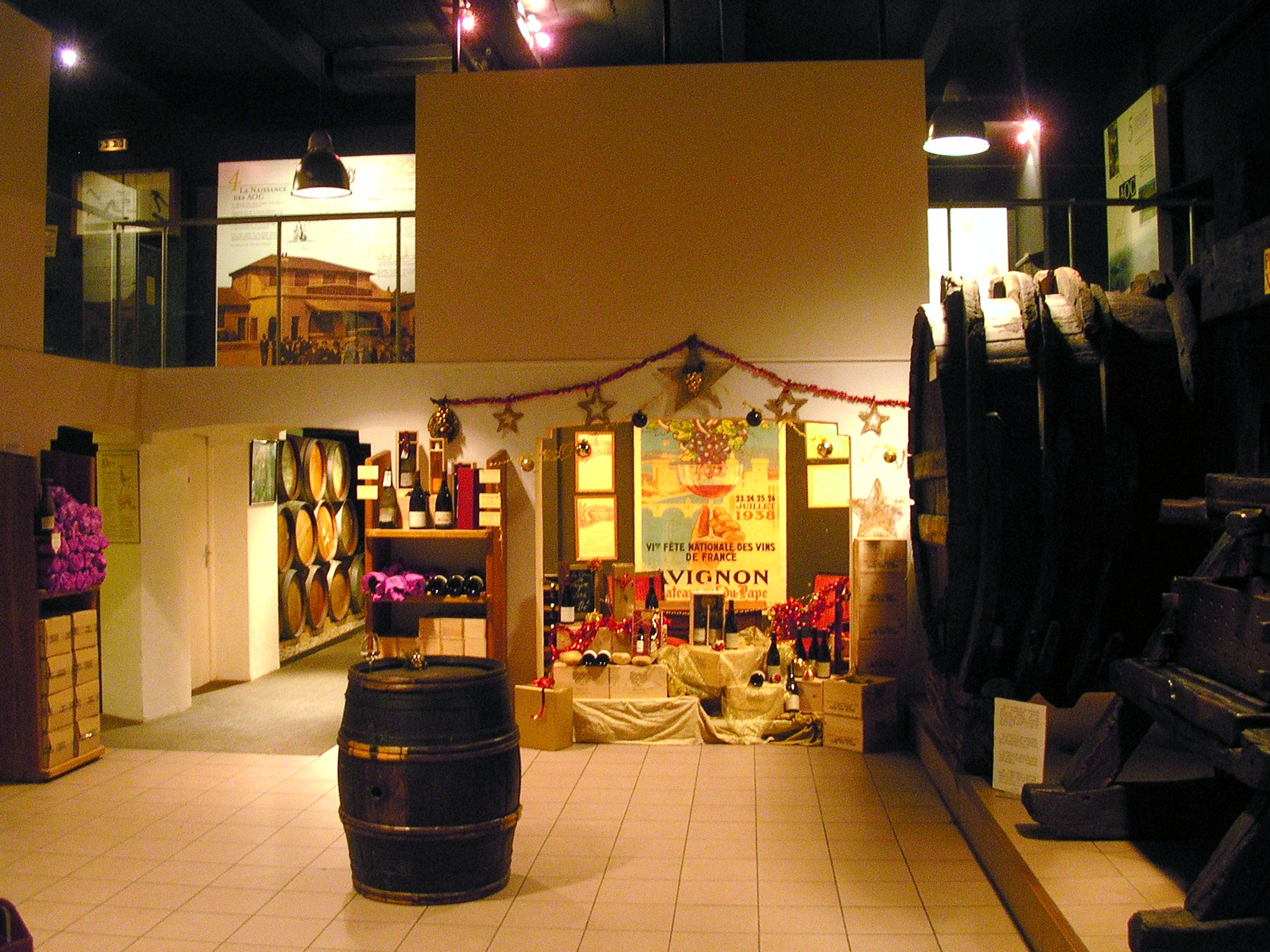
À Châteauneuf-du-Pape, à droite, foudre en châtaignier de 40 hectolitres datant du XIVe siècle.
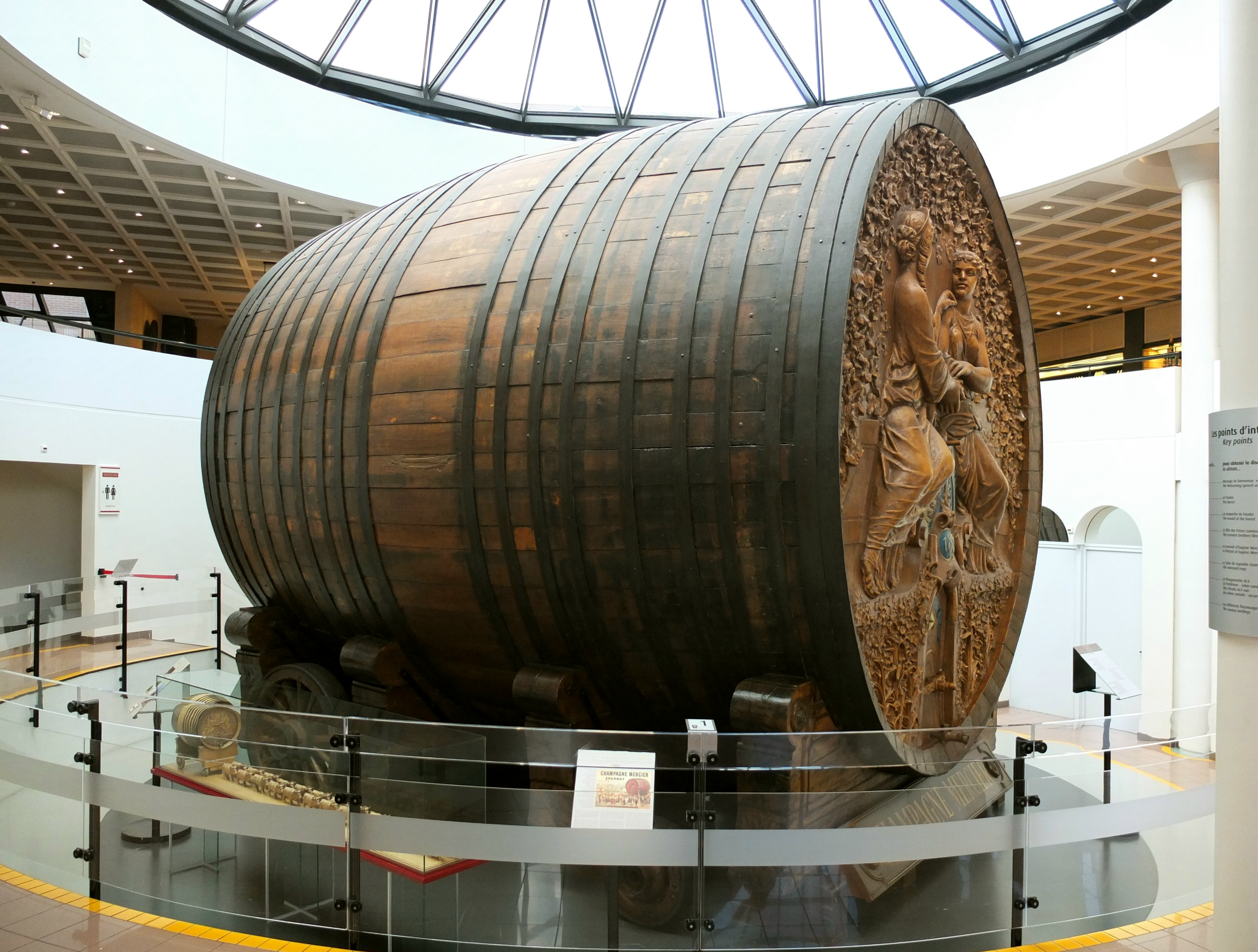
Le foudre Mercier de 1 600 hectolitres, 1889.
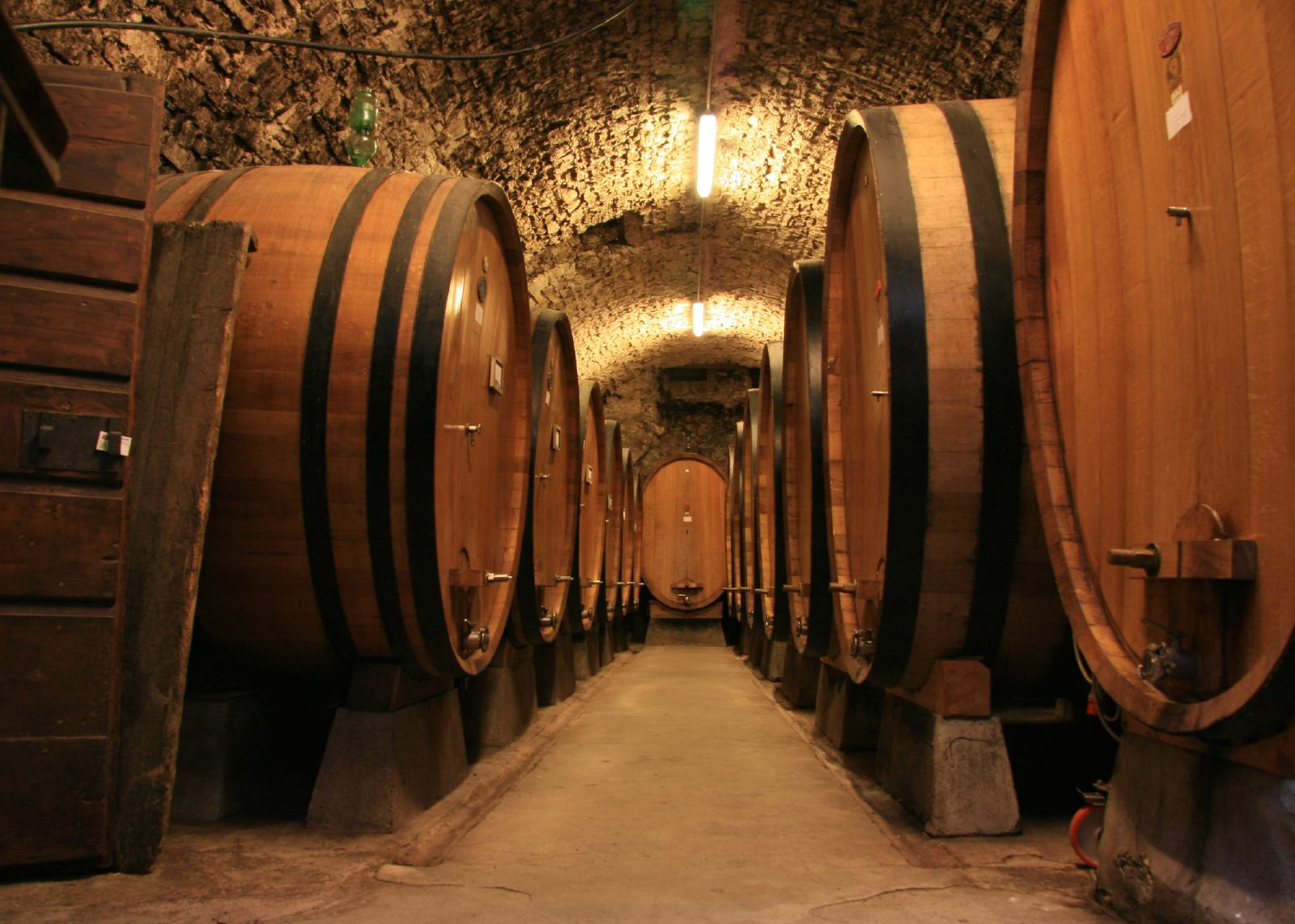
La grosse futaille, comme ces foudres, limite le contact entre le vin et le bois. L'influence du chêne est donc moins prononcée.
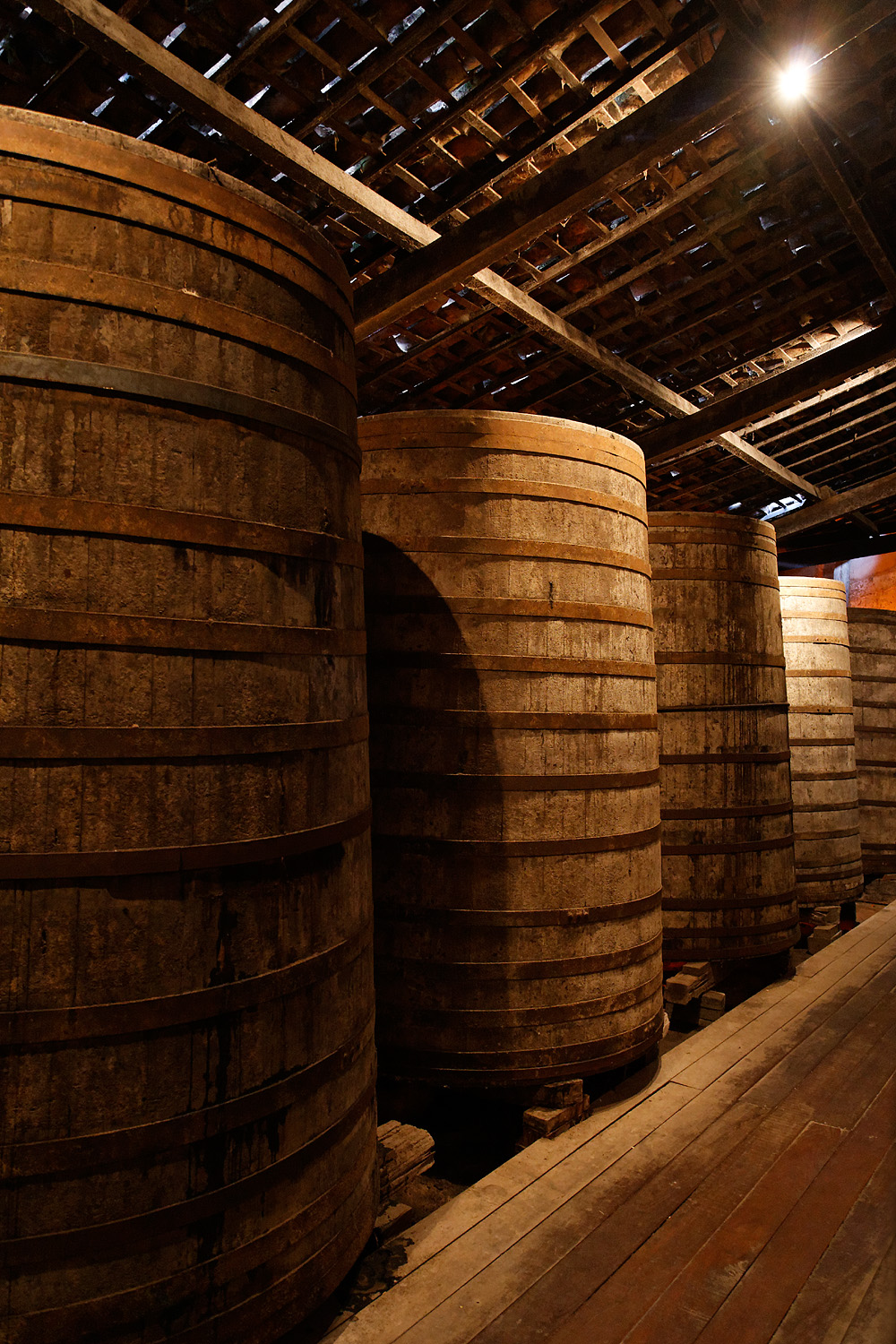
Tonneaux de cachaça.
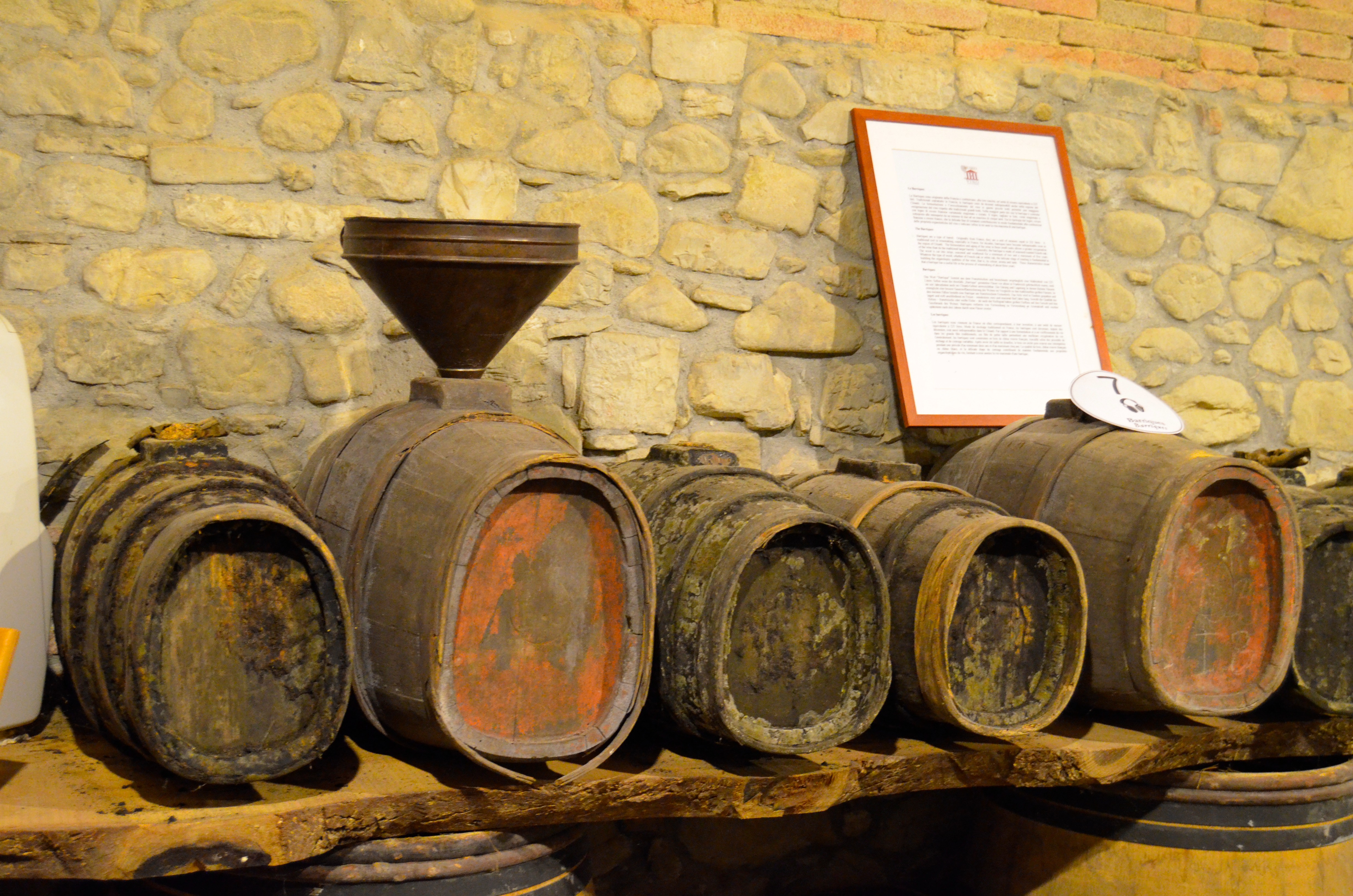
Musée du vin à Grève-en-Chianti.

## Usage œnologique
D'abord pour faciliter le transport du vin, les tonneaux ont amélioré l'étape de vieillissement du vin d'un point de vue technique et organoleptique.

### Apports organoleptiques
Le bois du tonneau apporte au bout de quelques mois des tanins aux liquides (vins rouges, spiritueux) qu'il contient, mais aussi des arômes secondaires donnant souvent à une boisson plus de complexité et de capacité de garde (5 à 10 ans de garde selon les appellations, les cépages, etc.). Les arômes apportés sont multiples et proviennent du bois et de la chauffe qu'il a subie (vanille, noix de coco, noisette, beurre, toasté, brûlé, bois vert, bois sec, etc.).
Ces qualités des fûts peuvent aujourd'hui être remplacées par l'insertion de copeaux de chêne, ayant des caractéristiques sensorielles similaires.
L'élevage permet une oxygénation contrôlée, mesurable, son utilisation entraînant une évaporation des liquides plus connue sous le nom de part des anges, le tonneau n'étant pas complètement étanche.

### Âge de la futaille
L'utilisation du terme fût neuf indique que le vin est élevé dans un tonneau n’ayant encore jamais été utilisé, il transférera au vin un maximum de ses arômes. Il en résulte un goût boisé marqué, par opposition avec celui vieilli en barrique usagée. Ainsi, les arômes boisés procurés au vin par le fût diminuent avec des barriques d'un vin, deux vins... Généralement, au bout de 4 ou 5 ans, son effet sur le vin est négligeable. Les arômes ont été dissous et les pores du bois sont bouchés par le bitartrate de potassium qui s'est déposé.
L'élevage des eaux de vie ne bouche pas les pores du bois puisque l'alcool ne contient pas d'acide tartrique. La durée d'utilisation d'une barrique peut alors atteindre 20 à 30 ans, voire plus.

### Entretien de la futaille

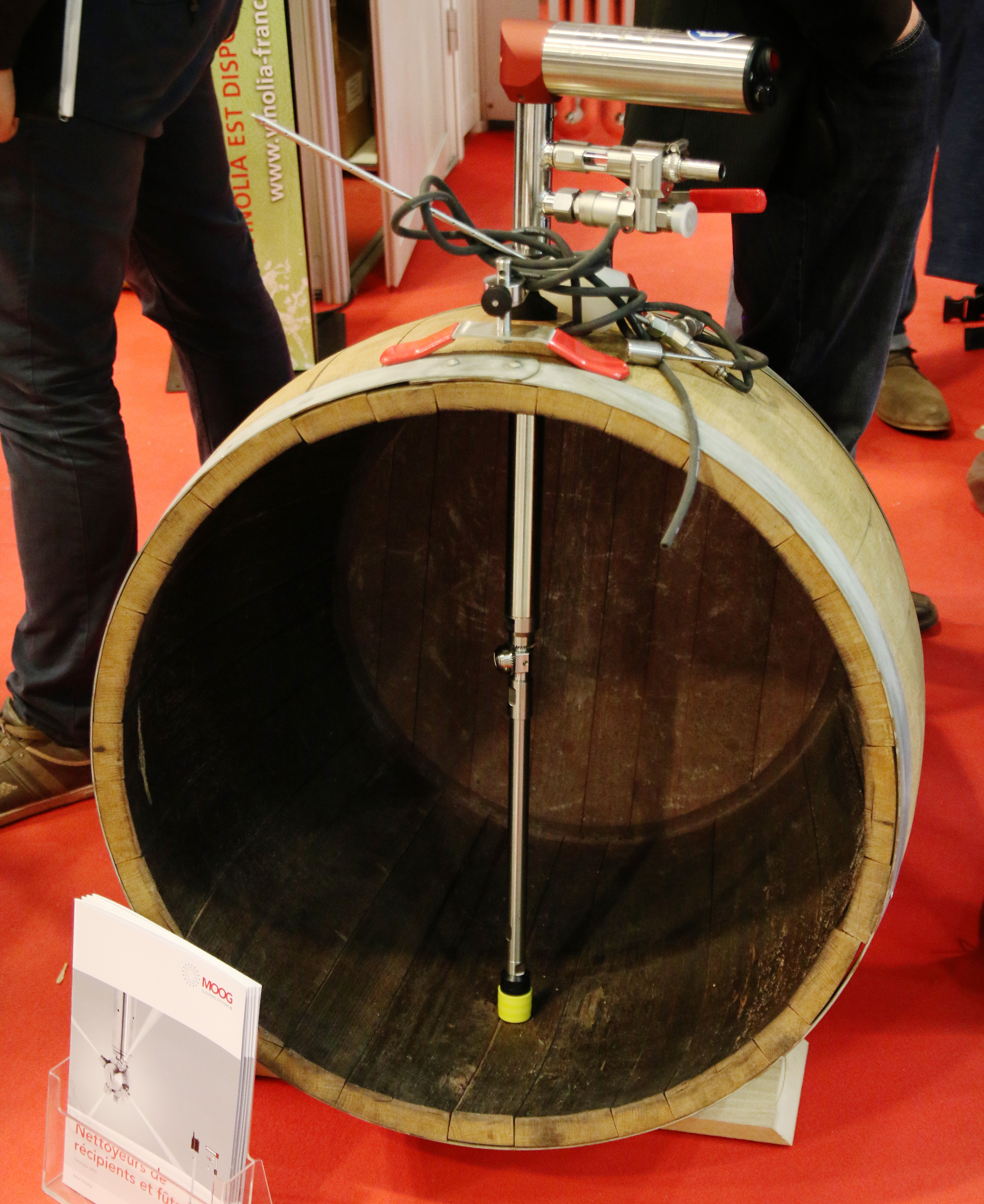
Canne de nettoyage à haute pression. La tête rotative permet le nettoyage de toutes les parois internes.

En raison de sa porosité et de sa surface, le bois est sujet à de nombreux risques de contamination bactériennes et levuriennes. Un entretien régulier et un nettoyage permettent d'utiliser le fût pour un autre vin.

#### Nettoyage physique
Le nettoyage peut s'effectuer à l'aide d'eau, souvent sous haute pression, froide ou chaude. Il permet notamment de rincer le vin et les lies, de décoller le tartre, et de préparer l'étape de désinfection.

#### Désinfection
La désinfection peut se faire à l'aide de vapeur d'eau, pendant une durée d'une dizaine de minutes permettant de chauffer en profondeur du bois, sur 1 cm environ.
Il existe également des systèmes d'ozone pouvant avoir un coût élevé, d'ultrasons (en prestation de service d'un coût de traitement d'environ 40 € par fût) ou d'ultraviolets ayant surtout une action de surface.
Le méchage au soufre est également une pratique qui permet de maintenir un milieu sain dans le fût, sans désinfecter le bois en profondeur.

#### Reconditionnement
Certains tonneliers pratiquent le reconditionnement des barriques pour les régénérer. Elles sont démontées, l'intérieur des douelles est décapé, les barriques sont remontées avec chauffe de la surface du bois et les fonds sont changés pour des fonds neufs. Cette opération permet de remettre en service des barriques de bonne qualité pour un coût moindre. Cependant ces barriques ont une épaisseur moindre et sont sujettes à des fuites plus nombreuses, et une fragilité accrue.